# Wachtberg
Wachtberg ist eine Gemeinde mit 20.471 Einwohnern (31. Dezember 2024) im Rhein-Sieg-Kreis im Land Nordrhein-Westfalen. Sie grenzt unmittelbar an die Bundesstadt Bonn und an das Land Rheinland-Pfalz.
Die Großgemeinde wurde am 1. August 1969 im Zuge des Gesetzes zur kommunalen Neugliederung des Raumes Bonn („Bonn-Gesetz“) neu gebildet. Namensgebend war eine etwa in der Gemeindemitte gelegene Anhöhe (258 m) zwischen den Ortschaften Villip und Berkum. Die Gemeinde umfasst eine Fläche von 49,68 Quadratkilometern und gliedert sich in 13 Ortsteile.
Wachtberg war Sitz zahlreicher Botschaften (Burundi, China, Kambodscha) und Residenzen (Demokratische Republik Kongo, Papua-Neuguinea, Republik Kongo, Ruanda, Sambia, Singapur, Slowenien und Vereinigte Arabische Emirate) (siehe auch Liste der diplomatischen Vertretungen in Bonn). Heute ist die Gemeinde Sitz von Instituten der Fraunhofer-Gesellschaft, die zuvor als Forschungsgesellschaft für Angewandte Naturwissenschaften firmierten.
Die auch als Drachenfelser Ländchen bekannte Gemeinde zählt aufgrund der geografischen Nähe zur Großstadt Bonn und des zugleich ländlich geprägten Erscheinungsbildes zu den bevorzugten Wohnlagen im Raum Bonn. Daher sind viele Menschen in Wachtberg wohnhaft, die in Bundesbehörden und in Bonn ansässigen Unternehmen tätig sind. Zudem war und ist die Gemeinde Wohnort zahlreicher Politiker, die zur Zeit Bonns als Regierungssitz gewirkt haben. Die vergleichsweise gehobenere Bevölkerungsstruktur spiegelt sich im für das Jahr 2019 überdurchschnittlichen Kaufkraftindex von 125 Prozent des Bundesdurchschnitts wider, womit Wachtberg den höchsten Kaufkraftindex aller 19 Kommunen im Rhein-Sieg-Kreis aufweist. 2015 zählte Wachtberg acht Einkommensmillionäre und nimmt damit Rang 72 von 278 aller Städte und Gemeinden in Nordrhein-Westfalen für die Anzahl der Einkommensmillionäre je 10.000 Einwohner ein.

## Geografie

### Lage zwischen Vulkankuppen
Wachtberg liegt linksrheinisch zwischen dem Kottenforst, der Swist-Niederung, der Voreifel, dem unteren Mittelrheintal und dem Ahrgebirge am Südrand der Kölner Bucht.
Die Gemeinde Wachtberg liegt unmittelbar vor den Toren der Bundesstadt Bonn, 35 Kilometer südlich von Köln und 40 Kilometer nordöstlich von Koblenz. Wachtberg grenzt unmittelbar an das Land Rheinland-Pfalz.
Das Gemeindegebiet ist geprägt von Kuppen vulkanischen Ursprungs, unter anderem dem Wachtberg (258 m, zwischen Villip und Berkum), dem Stumpeberg (etwa 230 m), dem Hohenberg (263 m, beide bei Berkum) sowie dem Dächelsberg zwischen Oberbachem und Niederbachem. Viele dieser 25 Millionen Jahre alten erloschenen Vulkane wurden, zum Teil bereits zur Römerzeit sowie im Mittelalter, als Steinbrüche für Trachyt und Basalt genutzt und stehen heute unter Naturschutz.
Der Rodderberg am Grenzpunkt zu Bonn-Mehlem und Remagen-Rolandswerth ist ebenfalls ein – allerdings jüngerer – erloschener Vulkan.
Höchste Erhebung ist die Anhöhe südlich von Werthhoven (269 m), die zugleich die Landesgrenze und die Wasserscheide zwischen dem Ahrtal im Süden und Mehlemer Bach im Norden bildet. Auf dieser unscheinbaren Anhöhe stehen zwei kleine Sendemasten.
Der tiefste Punkt befindet sich in der Nähe der Mehlemer Straße im Ortsteil Niederbachem an der Stadtgrenze zu Bonn (Ortsteil Mehlem), wo der Mehlemer Bach das Gemeindegebiet verlässt.
Den besonderen Reiz der Landschaft macht der Ausblick auf das rechtsrheinisch gelegene Siebengebirge aus. Bestimmend ist dabei insbesondere der Drachenfels. Die Bezeichnung Drachenfelser Ländchen stammt jedoch von den Rittern von Drachenfels, denen das Gebiet einst gehörte.
Den ehemaligen Vulkanismus des Wachtberger Gebietes – mit Ausnahme des Rodderbergs – sehen Geologen eher im Zusammenhang mit den alten Vulkanen des Siebengebirges als mit den ebenfalls nicht fernen jüngeren Vulkanen der Eifel (unter anderem Laacher See, Bausenberg und Bergkegel der Burg Olbrück bei Niederzissen).
Das gesamte Gemeindegebiet Wachtbergs ist Bestandteil des aus dem ehemaligen Naturpark Kottenforst-Ville entstandenen Naturparks Rheinland.

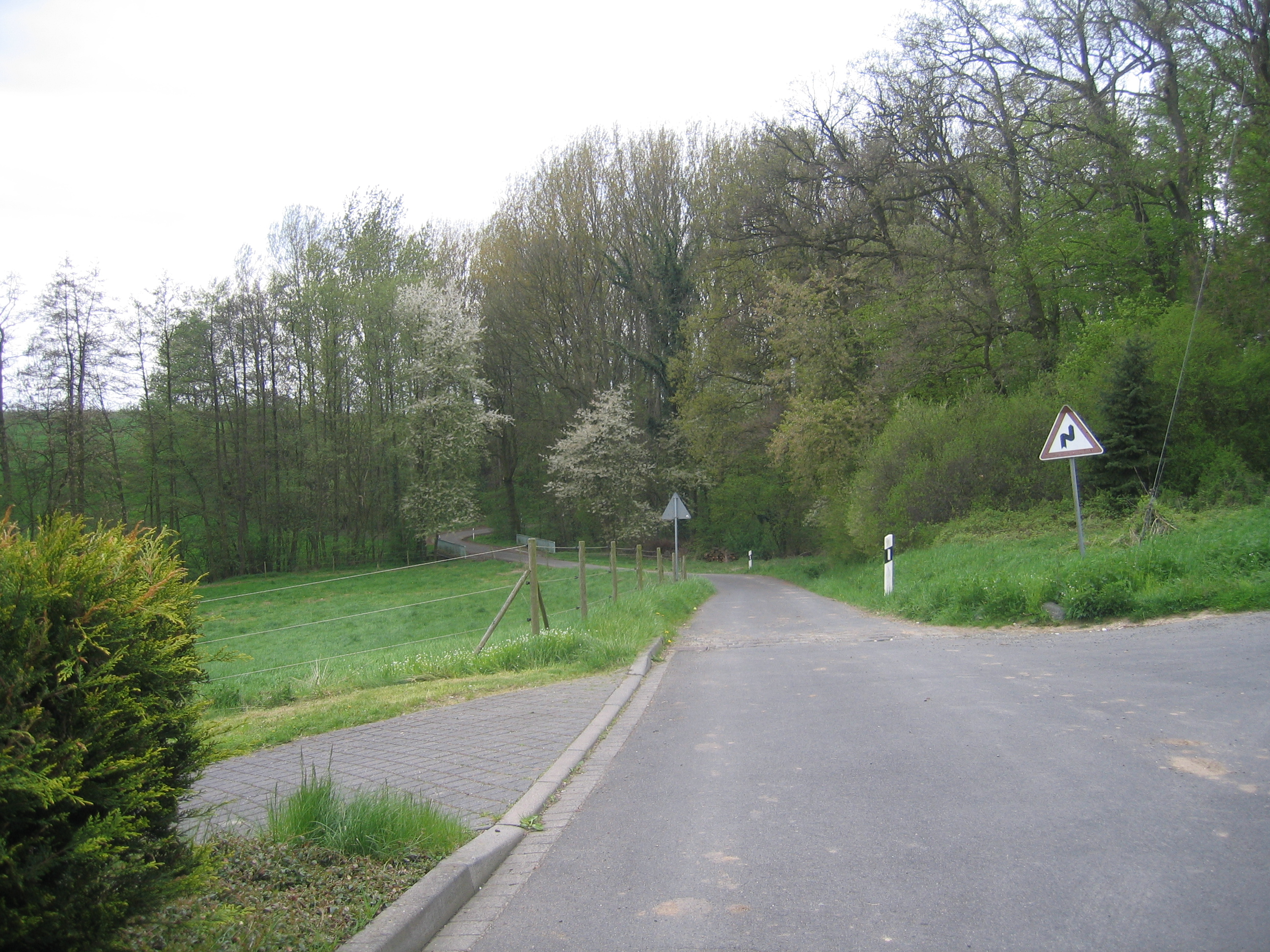
Typische Landschaft in Wachtberg: Wald und Wiesen in Klein Villip

### Gewässer
Drei Bachtäler durchziehen das Gemeindegebiet von West nach Ost. Alle Bäche fließen direkt zum Rhein.
- der Arzdorfer Bach mit Fritzdorf, Arzdorf, Klein Villip, Holzem, Villip, Villiprott und Pech. Ab der Burg Gudenau in Villip wird der Bach dann als Godesberger Bach bezeichnet.
- der Mehlemer Bach, in dessen Einzugsgebiet die Ortsteile Werthhoven, Züllighoven, Berkum, Gimmersdorf, Kürrighoven, Oberbachem und Niederbachem liegen.
- der Lannesdorfer Bach, in dessen oberem Einzugsgebiet das Dorf Ließem liegt.

Adendorf liegt im Einzugsbereich der Swist, die Burg Münchhausen im Westen des Ortes und zugleich im äußersten Westen des Gemeindegebietes liegt direkt an der Swist.
Die nächstgelegenen größeren Gewässer sind der Rhein in zwei sowie die Ahr in sechs Kilometer Entfernung.

### Nachbarstädte und -gemeinden
Folgende Städte und Gemeinden grenzen an die Gemeinde Wachtberg. Sie gehören mit Ausnahme von Remagen und Grafschaft, die im Landkreis Ahrweiler in Rheinland-Pfalz liegen, alle zu Nordrhein-Westfalen:
- Bonn
- Grafschaft
- Meckenheim
- Remagen

|            | Bonn       |         |
| Meckenheim | Kompass    |         |
|            | Grafschaft | Remagen |

### Gemeindegliederung
| Ortschaft                  | Einwohnerzahl (31. Juli 2018) | Fläche der Gemarkung in Hektar (1888) | bekannte Ersterwähnung |
| -------------------------- | ----------------------------- | ------------------------------------- | ---------------------- |
| Adendorf mit Klein Villip  | 1.521                         | 711                                   | 893                    |
| Arzdorf                    | 303                           | 442                                   | 1166                   |
| Berkum                     | 2.432                         | 340                                   | 856                    |
| Fritzdorf                  | 1.000                         | 587                                   | 770                    |
| Gimmersdorf                | 854                           | 262                                   |                        |
| Holzem                     | 200                           | 248                                   | 893                    |
| Ließem                     | 1.611                         | 323                                   | 795                    |
| Niederbachem               | 4.276                         | 477                                   | 798                    |
| Oberbachem mit Kürrighoven | 1.098                         | 360                                   | 798 (856)              |
| Pech                       | 2.707                         | 350                                   |                        |
| Villip mit Villiprott      | 3.563                         | 556                                   | 873                    |
| Werthhoven                 | 1.062                         | 332                                   | 770                    |
| Züllighoven                | 269                           | 147                                   | 856                    |

## Geschichte

### Geologie
Der Untergrund des wachtberger Gebietes wird aus devonischen Gesteinen, meist Tonschiefern und Sandsteinen, meist aus dem oberen Siegen, gebildet. Auf diesen lagern diskordant Sedimente der Kölner Schichten (Miozän-Oligozän), welche örtlich Braunkohleflöze führen. Später wurden, auch im Krater des Rodderbergs, Löss-Schichten abgelagert, welche einen Großteil der anstehenden Böden gebildet haben.
Während die meisten vulkanischen Kuppen des Wachtberger Gebietes wie das Siebengebirge aus der Zeit vor 25 Millionen Jahren stammen, ist der Rodderberg sehr viel jüngeren Datums: Das Gestein des Rodderbergs hat ein Alter von weniger als 800 000 Jahre und für die letzten Ausbrüche konnte ein Alter zwischen 250 000 - 310 000 Jahren ermittelt werden. Diese Eruptionen fanden während der Saale-Kaltzeit statt, weshalb der Krater teilweise durch Löss der Weichsel-Kaltzeit aufgefüllt wurde.

### Erste menschliche Besiedelung
Vor der letzten Eiszeit lebten Neandertaler weit verstreut in Europa (unter anderem um 40.000 vor Christus im namensgebenden Neandertal bei Düsseldorf). Für die Zeit nach dem Rückgang der letzten Eiszeit um 14.000 vor Christus sind in Oberkassel Menschen nachgewiesen.
Auf Wachtberger Gebiet war zuerst die Gegend um das heutige Adendorf besiedelt. Hier ist eine Siedlung mit Pfahlbauten aus der Jungsteinzeit (etwa 4000 vor Christus) aus dem Kulturkreis der Bandkeramik nachgewiesen worden. Die erste Besiedelung breitete sich von den Löß-Gebieten um die Zülpicher Börde her aus.
Weitere recht frühe Siedlungsspuren sind bei Arzdorf und bei Werthhoven gefunden worden.
Die dauerhafte Besiedelung der rheinnäheren Gebiete Wachtbergs erfolgte erst sehr viel später. Der erste singuläre Fund einer Axt bei Niederbachem (aus der Zeit um 2000 vor Christus) deutet nicht auf eine dauerhafte Besiedelung hin.

### Bronzezeit
Um 1800 vor Christus wurde der Fritzdorfer Goldbecher unweit der Fritzdorfer Windmühle auf dem Scheid (bei Fritzdorf) vergraben. Ein solch reichverziertes und aufwendig gearbeitetes Gefäß ist aus dieser Zeit in Mitteleuropa nicht bekannt. Sehr wahrscheinlich ist der Fund des Goldbechers an dieser Stelle ein Hinweis auf die Existenz eines bronzezeitlichen Fernhandelsweges von dem damaligen Zentrum der europäischen Hochkultur in Süd-Griechenland bis zu den Britischen Inseln dort, wo im Verlaufe des Mittelalters die bedeutende Krönungsstraße verlief. Vergleichbare Gold-Gefäße wurden zu dieser Zeit in Mykene und Kreta hergestellt. Vergleichbare Funde gibt es auf den Britischen Inseln.

### Keltenzeit
Erst um 750 v. Chr. wurden die dem Rhein näheren Gebiete, wie Berkum, Niederbachem und Pech, dauerhaft besiedelt, da die härteren Böden erst durch den Fortschritt der Eisenzeit urbar gemacht werden konnten. Die Kelten, in diesem Raum speziell die Gallier, haben die Technik des eisernen Pfluges in diesen Raum gebracht. Aus der Zeit der gallischen Bevölkerung stammen der Name des Mehlemer Baches (ursprünglich Melanbach) und einige Flurnamen.

### Römerzeit
Seit der Eroberung Galliens durch Julius Caesar bis zum Rhein um 50 v. Chr. gehörte Wachtberg zum Römischen Reich. Zu Beginn und nach der aus römischer Sicht verlorenen Varusschlacht (9 n. Chr.) war Wachtberger Gebiet für insgesamt etwa 500 Jahre unmittelbares Grenzgebiet.
Die Befestigung des Römischen Reiches fand massiert an der Grenze statt und nicht etwa in der Tiefe des Raumes. Dadurch war das Wachtberger Gebiet unmittelbar in die Grenzsicherung eingebunden. Gesichert ist, dass am Hohenberg ein Steinbruch durch die Römer betrieben wurde, an dem Trachyt für Hausbau und Straßenbau gebrochen wurde.
Die gefundenen Fundamente von größeren römischen Gebäuden am Fuße des Dächelsberges bei Niederbachem weisen darauf hin, dass am Dächelsberg bereits zu römischer Zeit Basalt abgebaut wurde.
Das Wachtberger Gebiet wurde von Straßen durchzogen: Eine Straße verlief im Tal des Mehlemer Baches, eine von der heutigen Gemeindegrenze zwischen Niederbachem und Mehlem auf die Höhe des Rodderberges – von dort führte die militärische Straße direkt oberhalb des Rheins, der die Grenze, bildete über die Höhen nach Süden. „Auf dem Höchsten“ (Name eines Bergrückens auf der Grenze zwischen Niederbachem und Oberwinter) kreuzte diese die Straße, die vom Rhein über Bandorf bis genau zu den römischen Gebäuderesten im Tal des Mehlemer Baches führte.
Das Wachtberger Gebiet wurde darüber hinaus genutzt, um das Legionslager Remagen, dem es zugeordnet war, mit landwirtschaftlichen Gütern zu versorgen. Villip kam dabei eine besondere Bedeutung zu, da es als Drehscheibe zur Verteilung nach den beiden größeren Legionslagern Bonn und Remagen diente.
Die Römer brachten das Wissen um den Weinanbau mit, der ab fränkischer Zeit vor allem in Niederbachem nachweisbar ist. Auf den Höhen bei Berkum wurden die Götter angebetet. Ein Matronenbildnis aus römischer Zeit wurde gefunden.
Von 9 n. Chr. an war eine Periode von über 250 Jahren geprägt von ruhiger und gesicherter Aufbauzeit. Etwa ab dem Jahr 250 sind immer wiederkehrende Einfälle der Germanen vom anderen Rheinufer nachzuweisen. Zerstörungswellen von Osten Richtung Adendorf und weiter Richtung Flerzheim (Ortsteil von Rheinbach) sind gefolgt von Wiederaufbau und erneuter Zerstörung.
Als um 455 Köln von den Franken, einem Zusammenschluss der Germanen, erobert wurde, war die Römische Herrschaft in diesem Raum endgültig vorbei.

### Frankenzeit und Frühes Mittelalter
Die Bedeutung des Wachtberger Gebietes in der Grenzsicherung zwischen den Legionslagern Bonn und Remagen ging verloren. Die Absatzgebiete vor allem für Steine (die Franken bauten ihre Häuser ausschließlich aus Holz, Lehm und Stroh) brachen weg. Die deutlich verringerte Bevölkerung produzierte nur noch für den Eigenbedarf.
Die ersten urkundlichen Erwähnungen der heutigen Dorfnamen fallen in die Zeit um 800. Als erstes wurden Fritzdorf und Werthhoven (früher Pissenheim) 770 erwähnt: Ländereien bei Pissenheim, Fritzdorf, Eckendorf und Remagen einschließlich einer Gesinde-Familie wurden dem Kloster Lorsch entsprechend einem Testament geschenkt. Unterschrieben hat die Urkunde unter anderem als Zeuge der Gaugraf Angilger. Diese Besitzungen wurden 1175 im Lorscher Codex aufgeführt.
Am 19. Juli 798 wurde Niederbachem zum ersten Mal erwähnt: Liudger, der Gründer der Reichsabtei Werden bei Essen kaufte einen Weingarten in Bachem (damals noch ein ungeteilter Ort) für das Kloster Werden.
Der Kottenforst am Nordrand des Wachtberger Gebietes war das beliebteste Jagdrevier der Fränkischen Könige und wurde bereits im siebten Jahrhundert urkundlich erwähnt. Der Forst, dessen Zahl der Blätter als Sinnbild für die Anzahl der Teufel benutzt wurde, gehörte bis 973 zum Reichsgut, als Otto II. im Jahr seiner Kaiserkrönung das Jagdrecht dem Erzbischof von Köln übertrug (siehe auch: Ottonisch-salisches Reichskirchensystem). Erzbischof Anno II. vergab den Forst 1064 der Abtei Siegburg, als wichtigsten Gründungsbesitz. Zu den sogenannten „Viermännern“ gehörten die Besitzer der Burg Adendorf und der Burg Odenhausen (sowie die beiden Besitzer des Thurmhofs und des Binsfelderhofes in Friesdorf (Bonn)). Diese vier Vasallen der Abtei hatten im Kottenforst Holz- und Weiderechte.
Zuvor (um 820) hatte die adlige Besitzerin von Oberbachem das Recht zuerkannt bekommen, 30 Schweine in den Kottenforst zur Eichelmast treiben zu lassen.
Das Mittel für neue Einflussmöglichkeiten an diesem Südrand des entstehenden Territoriums von Kurköln waren für den Erzbischof von Köln die ihm treu ergebenen Klöster. In den bisher wenig erschlossenen Gebieten, wie Niederbachem, legten die Klöster ihre Höfe an, so legte zum Beispiel das Kölner Stift Sankt Gereon im neunten Jahrhundert den Fronhof in Niederbachem und bald eine Kirche für Niederbachem (zusätzlich zu der in Oberbachem bereits bestehenden Kirche) an.
886 wurde die Broicher Mühle bei Villip zum ersten Mal erwähnt. Der Adlige Hartmann überträgt der Abtei Prüm in einem Prekarievertrag seinen Besitz in und um Villip, darunter die Broicher Mühle, für immer und erhält dafür zur lebenslangen Nutzung Ländereien im Auelgau, im Lahngau sowie in Rheinhessen.
Auf dem Scheidt (bei Fritzdorf) war der Gerichtsplatz des Ahrgaus, zu dem auf jeden Fall Fritzdorf und Arzdorf gehörten. Der Bonngau und der Ahrgau waren zeitweise in gleicher Hand. Dazwischen lagen noch der Swistgau, zu dem Adendorf zu zählen ist, und der Odangau um Villip, Werthhoven, Ödingen und sehr wahrscheinlich die Godesburg.

### Spätes Mittelalter und Frühe Neuzeit
Seit 1301 gehörten die Dörfer Niederbachem, Oberbachem, Ließem, Kürrighoven, Gimmersdorf, Berkum, Züllighoven und Werthhoven zu den Kurkölnischen Rittern von Drachenfels (seit 1301), was bereits vor der Neuordnung durch die Franzosen ab 1794 zu der Namensgebung Drachenfelser Ländchen geführt hat.
Vor 1296 war der Herr über das Gericht über ganz Bachem (Oberbachem und Niederbachem) der Besitzer des älteren Fronhofs in Oberbachem. Dies war Gerhard IV. von Blankenheim, nachdem er durch eine Fehde diesen von der Abtei Prüm erkämpft hatte.
Das Gericht Werthhoven, bestehend nur aus Werthhoven, sowie das Gericht „up dem geuwe“, Rechtsverbund der Dörfer Berkum, Gimmersdorf, Ließem, Kürrighoven und Züllighoven waren bereits im Einflussbereich des Erzbischofs von Köln. Ziel des Erzbischofs war es, diese südlichen Grenzgebiete weiter abzusichern. Sein treuer Gefolgsmann Heinrich von Drachenfels, dem er gerne die Sicherung dieses Gebietes überlassen wollte, wollte seinerseits eine eigene Herrschaft aufbauen. Bisher besaß der Burggraf nur die Burg Drachenfels selbst sowie den sehr einträglichen Trachyt-Steinbruch, mit dessen Steinen bereits 50 Jahre lang der Kölner Dom aufgebaut wurde.
Den Interessen dieser beiden Herren standen die Herrschaftsrechte über Oberbachem, etwa im Zentrum des gesamten Gebietes, im Wege. Es kam 1296 zur Fehde. Der genaue Verlauf der Fehde, die Leiden der Bevölkerung und die Gründe für das Ausbleiben von etwaigen Verbündeten für die Seite von Blankenheims ist aus den Quellen nicht zu ersehen. Der Ausgang der Fehde ist jedoch bekannt:
Gerhard IV. von Blankenheim war unterlegen und landete in Gefangenschaft im Burgverlies der Burg Drachenfels. Dies war zu dieser Zeit weit verbreitet, um dem Gefangenen beziehungsweise seinen Angehörigen oder Verbündeten eine Zustimmung abzupressen – eine Entlassung aus der Haft wurde erst nach Zustimmung gewährt. (Heinrich von Drachenfels hatte zusammen mit dem damaligen Erzbischof von Köln nach der gemeinsam verlorenen Schlacht von Worringen im Verlies des Grafen von Berg eingesessen.)
Trotz der Inhaftierung des von Blankenheim zog sich eine Einigung hin. Vor dem Hintergrund der verstärkten Bedrohung des Erzbischofs von Köln von Süden seitens König Albrecht I. von Habsburg war jedoch eine Einigung von seiner Seite gesehen dringend. So kam es 1301 zu einer Einigung in Form eines Dreiecksgeschäfts.
Die Gerichtsrechte über ganz Bachem übertrug Gerhard IV. von Blankenheim dem Erzbischof von Köln gegen eine Zahlung von 500 Mark, die Einkünfte aus dem Fronhof in Oberbachem sowie das Patronatsrecht für die Kirche in Oberbachem behielt Gerhard IV. von Blankenheim jedoch. Der Erzbischof von Köln verlieh Heinrich von Drachenfels die Gerichtsherrschaft über Bachem weiter, sowie die Gerichtsherrschaft über die Gerichte Werthhoven und „up dem geuwe“, die anschließend mit Bachem zu einem Herrengericht zusammengelegt wurden. Dafür entließ Heinrich von Drachenfels den von Blankenheim aus seiner Haft.
Diese Regelung war die Geburtsstunde der Unterherrschaft Drachenfelser Ländchen innerhalb Kurkölns. Diese Regelung überdauerte zugleich fast 500 Jahre: Die Unterherrschaft Drachenfelser Ländchen blieb in dieser Zeit in ihrer Größe unverändert und die Grundrechte von Blankenheims blieben bis zum Einmarsch der Franzosen 1794 erhalten.
Das Herrengericht der Unterherrschaft tagte abwechselnd im Blankenheimer Fronhof in Oberbachem und im Wirtshaus in Niederbachem. Erst im 18. Jahrhundert verlegten die Herren der Unterherrschaft das Gericht auf „neutralen Boden“ nach Gimmersdorf. Hierdurch verloren sowohl Niederbachem und Oberbachem, als auch der Fronhof der Blankenheimer, an Bedeutung.
Seit 1493 kam es zu Erbstreitigkeiten in der Drachenfelser Herrenfamilie, von der der eine Zweig auf der Burg Gudenau und der andere auf der Burg Drachenfels saß. Erst 1695 setzten sich die Freiherren von Gudenau durch.
Die Familie von Drachenfels hat nach dieser erfolgreichen Bildung einer ersten geschlossenen Unterherrschaft (1301) weitere Erwerbungen gemacht:
Von einem Eberhard, Vogt zu Belle, kauften sie 1402 die Burg Are, die Burg Gudenau und den Hof Merl, der ein Lehen des Stiftes St. Cassius in Bonn war.
Am 13. Mai 1425 verpfändete Erzbischof Dietrich von Köln das Amt Wolkenburg mit der Stadt Königswinter und dem Dorf Ittenbach dem Burggrafen Göddert von Drachenfels, der damit zum ersten Mal um seine Burg selbst Fuß fassen konnte. Es kam zum Streit und daraufhin wurde die Burg Wolkenburg als solche an einen Dritten weiterverpfändet.
Der Dingstuhl Villip, bestehend aus den Dörfern Villip, Villiprott, Holzem und Pech, die zu einem Kirchspiel gehörten, war Teil der Grafschaft Are und nach der Erbteilung (1221) und dem Bau der Burg Neuenahr Teil der Grafschaft Neuenahr.
Mit dem Aussterben der Linie Neuenahr (1358) begannen Erbfolgestreitigkeiten, die sich mehrere Jahrzehnte hinzogen. Schließlich nutzte der Erzbischof von Köln die Gelegenheit zur Einmischung (Zerstörung der Burg Neuenahr 1372) und konnte sich angesichts der Bindung seines Rivalen Herzogtum Jülich, der immerhin formaler Lehnsherr der Grafschaft Neuenahr war, durch den Geldrischen Erbfolgekrieg (1371–1379) als Mitherr der Grafschaft durchsetzen.
Während der Hof in Merl durch die politische Schwäche des Cassiusstiftes fast wie ein Eigengut (Allod) war und die Burg Are kurze Zeit später wieder dem Erzbischof von Köln zugerechnet wurde, war die erworbene Burg Gudenau in ebendieser Grafschaft Neuenahr, in der der Oberherr der Drachenfelser, nämlich der Erzbischof von Köln, Mitherr wurde. Der Dingstuhl Villip, in dem die Burg Gudenau einziger befestigter Adelssitz war, lag direkt benachbart zu dem Drachenfelser Ländchen.

### Neuere Geschichte
Von 1794 bis 1814 stand das linke Rheinufer und mit ihm die Ortschaften der heutigen Gemeinde Wachtberg unter französischem Einfluss. Die Besetzer führten Verwaltungsstrukturen nach französischem Vorbild ein. Die selbstständigen Gemeinden Berkum, Gimmersdorf, Holzem, Ließem, Niederbachem, Oberbachem (mit Kürrighoven), Pech, Pissenheim, Villip (mit Villiprott) und Züllighoven bildeten die Mairie Villip im Kanton Bonn externe (Kanton Bonn-Land). Adendorf, Arzdorf und Fritzdorf gehörten mit Meckenheim und weiteren Gemeinden zur Mairie Adendorf im Kanton Rheinbach. Von 1801 bis 1814 waren die Mairies im Rhein-Mosel-Département Teil des französischen Staatsgebiets. Auf der Grundlage der Beschlüsse des Wiener Kongresses (1815) wurde das Rhein-Mosel-Département und mit ihm die nunmehr als Bürgermeistereien bezeichneten Verwaltungseinheiten dem Königreich Preußen zugeschlagen. 1927 wurden die Bürgermeistereien in der Rheinprovinz in Ämter umbenannt. Das Amt Adendorf, das seit 1932 wie das Amt Villip ebenfalls zum Landkreis Bonn gehörte, wurde 1935 in Amt Meckenheim umbenannt. Aufgrund des Gesetzes zur kommunalen Neugliederung des Raumes Bonn („Bonn-Gesetz“) wurden die Ämter Meckenheim und Villip zum 31. Juli 1969 aufgelöst.

### Gemeindebildung
Am 1. August 1969 wurde die Gemeinde Wachtberg durch den Zusammenschluss der bisher selbstständigen Gemeinden Adendorf, Arzdorf, Berkum, Fritzdorf, Gimmersdorf, Holzem, Ließem, Niederbachem, Oberbachem, Pech, Villip, Werthoven und Züllighoven neu gebildet.

### Einwohnerentwicklung

Einwohnerentwicklung Wachtbergs von 1969 bis 2017

Einwohnerzahlen von 1969 bis 1999 vom Landesamt für Statistik (1), von 2000 bis 2024 von ADV-Statistik (2).
| Jahr | Einwohner |
| ---- | --------- |
| 1969 | 12.469    |
| 1979 | 16.477    |
| 1989 | 16.919    |
| 1999 | 18.697    |
| 2000 | 19.586    |
| 2001 | 19.785    |
| 2002 | 20.130    |
| 2003 | 20.130    |

| Jahr | Einwohner |
| ---- | --------- |
| 2004 | 20.618    |
| 2005 | 20.826    |
| 2006 | 20.050    |
| 2007 | 20.093    |
| 2008 | 20.117    |
| 2009 | 20.149    |
| 2015 | 20.457    |
| 2017 | 20.251    |

## Politik und Verwaltung
Die Verwaltungsbehörde der Gemeinde Wachtberg heißt Gemeinde Wachtberg – Der Bürgermeister (Zusatzbezeichnungen bei kommunalen Selbstverwaltungen sind in Nordrhein-Westfalen üblich.). Ihr Sitz ist das Rathaus im Ortsteil Berkum.

### Hoheitszeichen

Hissflagge der Gemeinde Wachtberg

Als Hoheitszeichen führt die Gemeinde Wachtberg ein Dienstsiegel, ein Wappen und eine Flagge. Das Dienstsiegel enthält das Wappen der Gemeinde und die Umschrift Gemeinde Wachtberg – Rhein-Sieg-Kreis.
| Wappen der Gemeinde Wachtberg | Blasonierung: „In Blau ein Flammen speiender silberner (weißer) Lindwurm.“ |
| Wappen der Gemeinde Wachtberg | Wappenbegründung: Der Lindwurm (Drachen) symbolisiert das historische Drachenfelser Ländchen, aus dem das Amt Villip als Gebietskörperschaft deckungsgleich hervorgegangen war. Die Farben Blau und Silber stehen für die Familie von der Leyen, die über Jahrhunderte von Burg Adendorf aus die Geschicke der umliegenden Dörfer lenkte. Der Gemeinde Wachtberg ist mit Urkunde vom 13. April 1971 das Recht zur Führung eines Wappens verliehen worden. |

Der Gemeinde Wachtberg ist ferner mit Urkunde des Kölner Regierungspräsidenten vom 13. April 1971 das Recht zur Führung einer Flagge verliehen worden.
Beschreibung der Flagge: „Blau-weiß-blau, längsgestreift im Verhältnis 1:2:1 mit Wappeneindruck.“

### Haushaltsplan
Der Haushaltsplan der Gemeinde Wachtberg sieht für das Jahr 2021 Erträge (Einnahmen) in Höhe von 35.251.941 Euro vor. Dem stehen für 2021 Aufwendungen (Ausgaben) von 41.948.054 Euro gegenüber. Somit ist das Haushaltssaldo mit einem Betrag von 6.696.113 Euro negativ. Gemäß dem Haushaltsplan ist für das Jahr 2022 ein Fehlbetrag von 8.644.401 Euro vorgesehen. Hingegen ist in den Jahren 2023 und 2024 jeweils ein niedrigerer Fehlbetrag geplant – im Jahr 2023 in Höhe von 5.953.214 Euro und 2024 von 4.686.567 Euro. Der Schuldenstand der Gemeinde wurde für Ende 2021 in Höhe von 64,4 Millionen Euro festgestellt. Die Opposition im Gemeinderat hat den Haushaltsplan kritisiert.
Die Gemeinde Wachtberg steht nicht unter der Aufsicht des Haushaltssicherungskonzeptes, sodass die Gemeinde eigenständig Einnahmen und Ausgaben gestalten kann.
Der Hauptausschuss der Gemeinde Wachtberg hat im Jahr 2021 auf Antrag der Grünen die Erhöhung der Hebesätze beschlossen. Dadurch wird ab 2022 die Grundsteuer B und ab 2023 die Gewerbesteuer erhöht. Die Grundsteuer B wird um 130 Prozent auf 610 Prozentpunkte angehoben.

### Gemeinderat
Die letzte Wahl zum Gemeinderat der Gemeinde Wachtberg fand am 13. September 2020 statt.

### Bürgermeister
- 1969–1969: Sebastian Luhmer (CDU) Ratsbeauftragter, ehrenamtlich
- 1969–1975: Josef Bedorf (CDU), ehrenamtlich
- 1975–1977: Walter Hausmanns (CDU), ehrenamtlich
- 1977–1989: Joachim von Heymann (CDU), ehrenamtlich
- 1989–1999: Peter Schmitz (CDU), ehrenamtlich
- 1999–2004: Hans-Jürgen Döring (parteilos)
- 2004–2014: Theo Hüffel (CDU)
- 2014–2020: Renate Offergeld (SPD)[17]
- seit 2020: Jörg Schmidt (CDU)[18]

### Partnerschaften
Wachtberg unterhält eine Partnerschaft mit den Gemeinden des ehemaligen französischen Wahlkreises (Kantons) La Villedieu du Clain in der Region Nouvelle-Aquitaine sowie zur italienischen Gemeinde Bernareggio in der Provinz Monza und Brianza.

## Kultur und Sehenswürdigkeiten

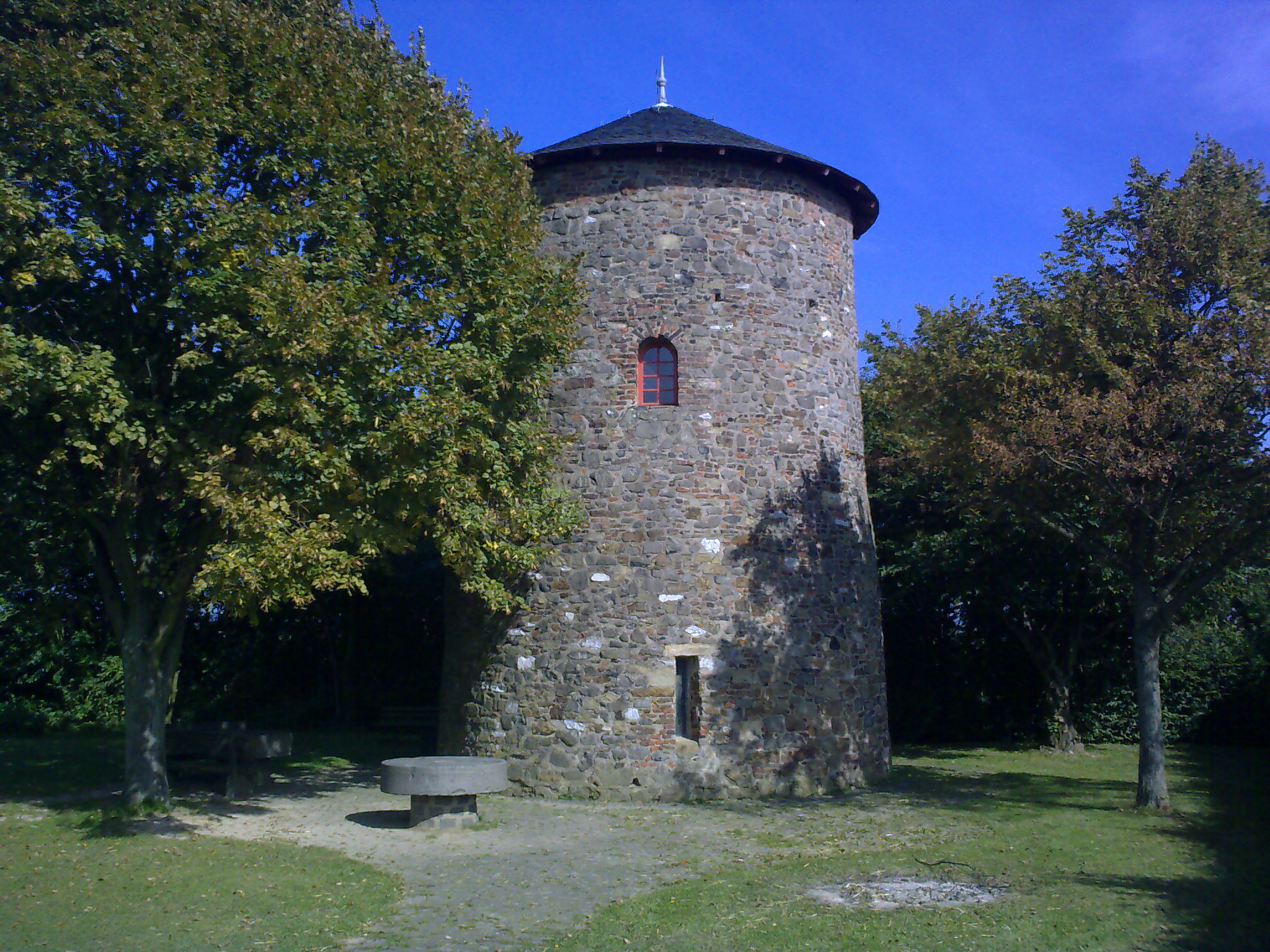
Windmühle Fritzdorf
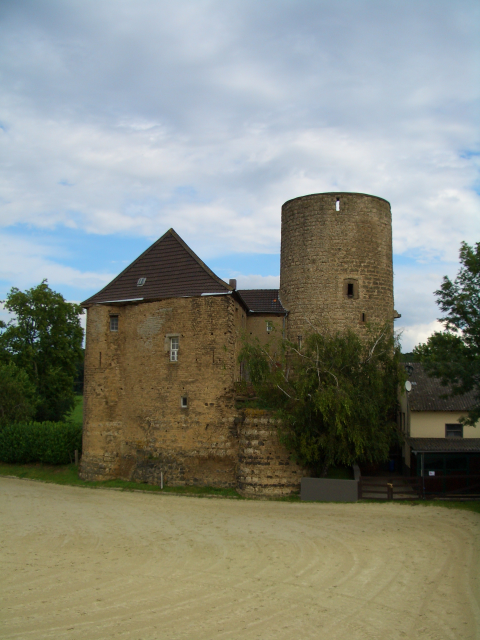
Burg Münchhausen
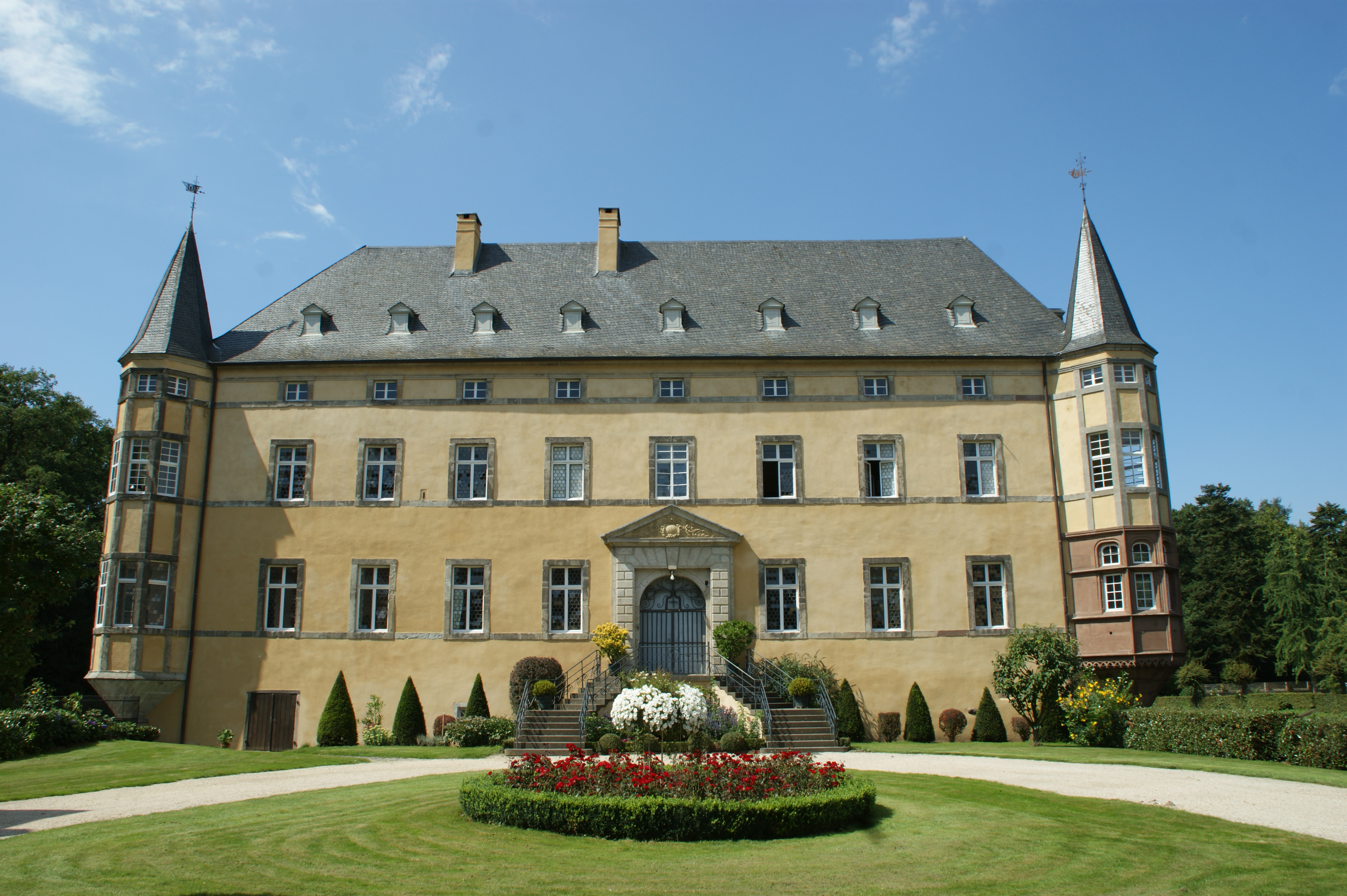
Wasserburg Adendorf
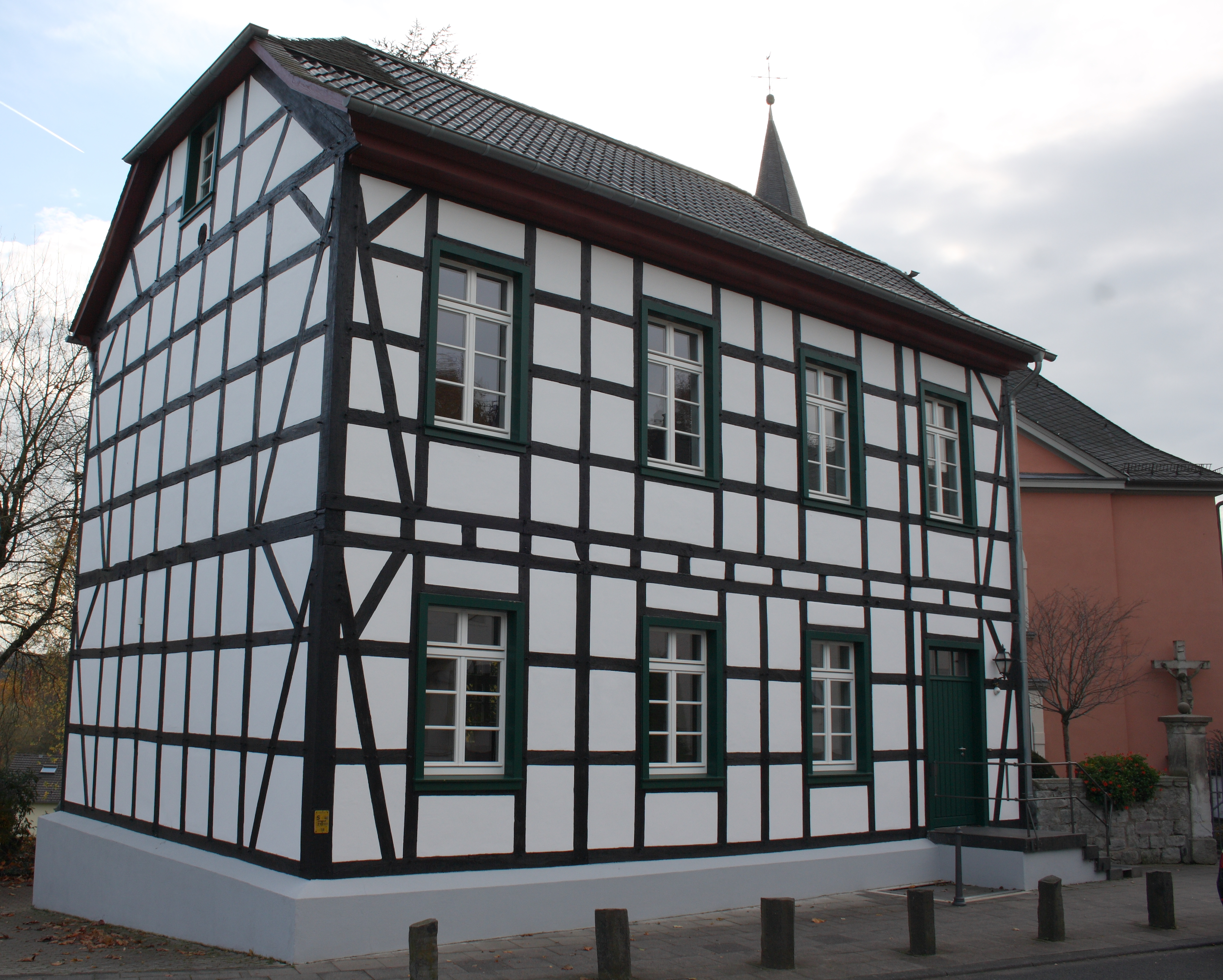
Altes Pfarrhaus in Oberbachem
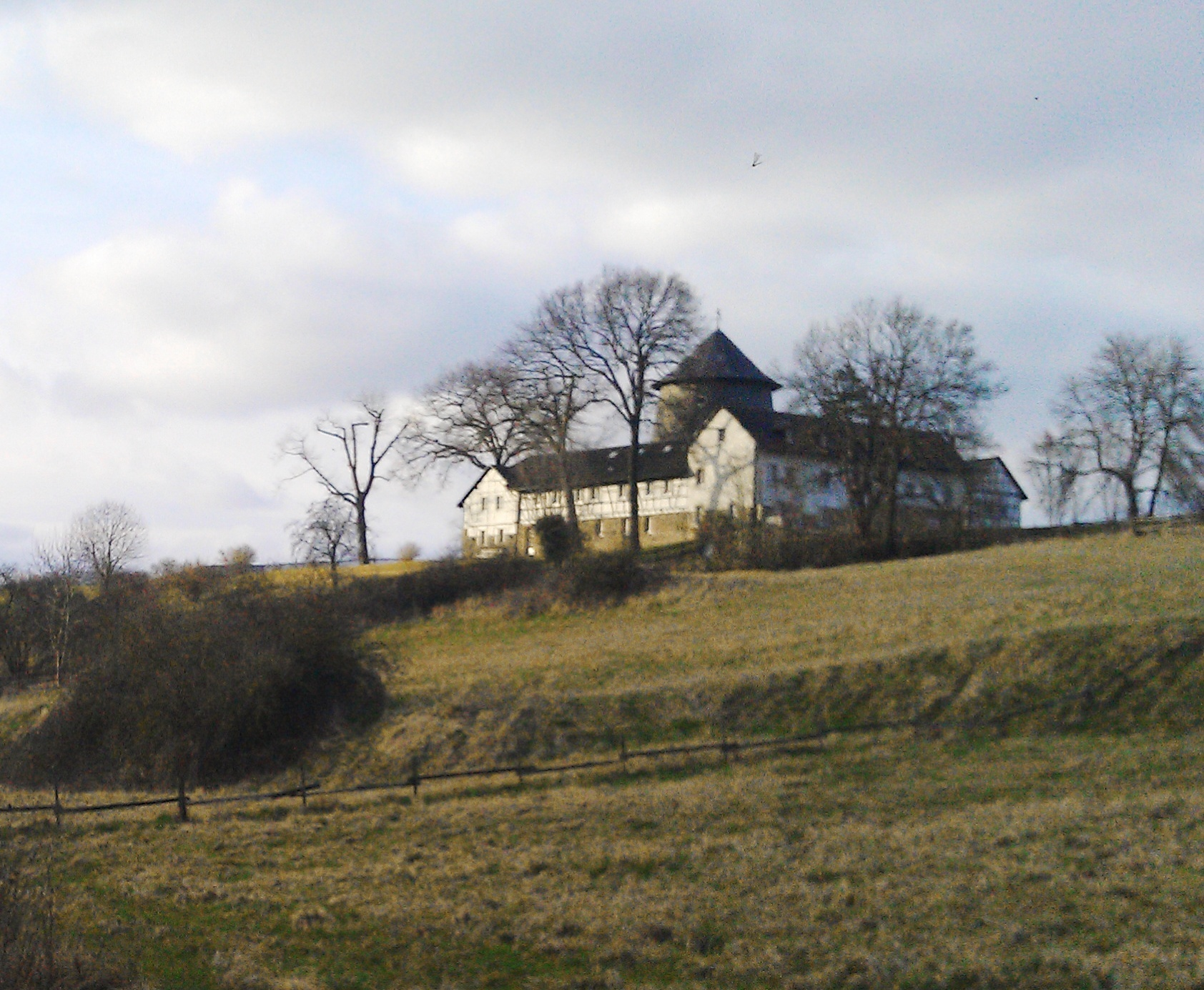
Mühlenturm im Villiper Oberdorf mit Begleitbauwerk
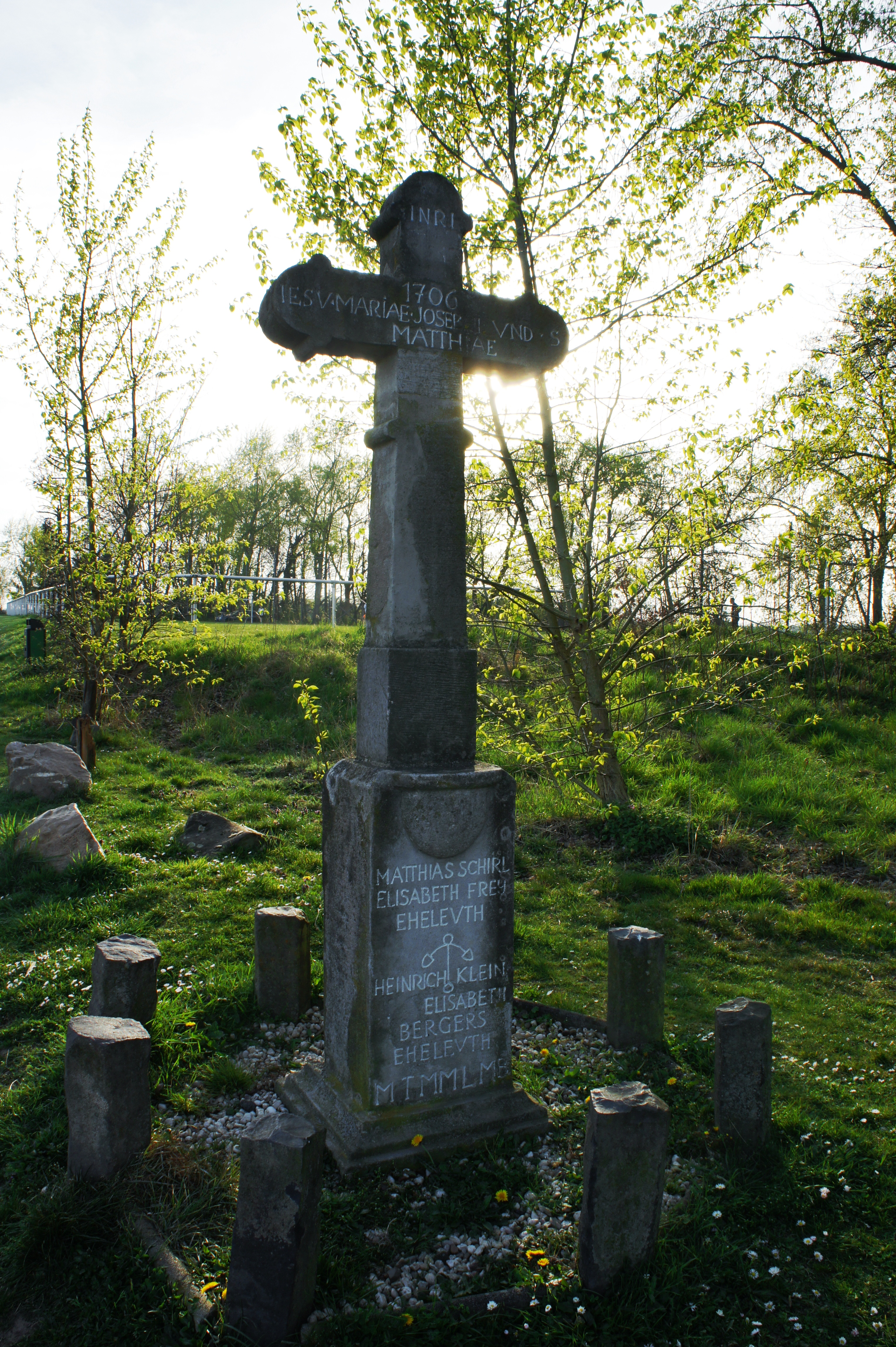
Wegekreuz in Ließem
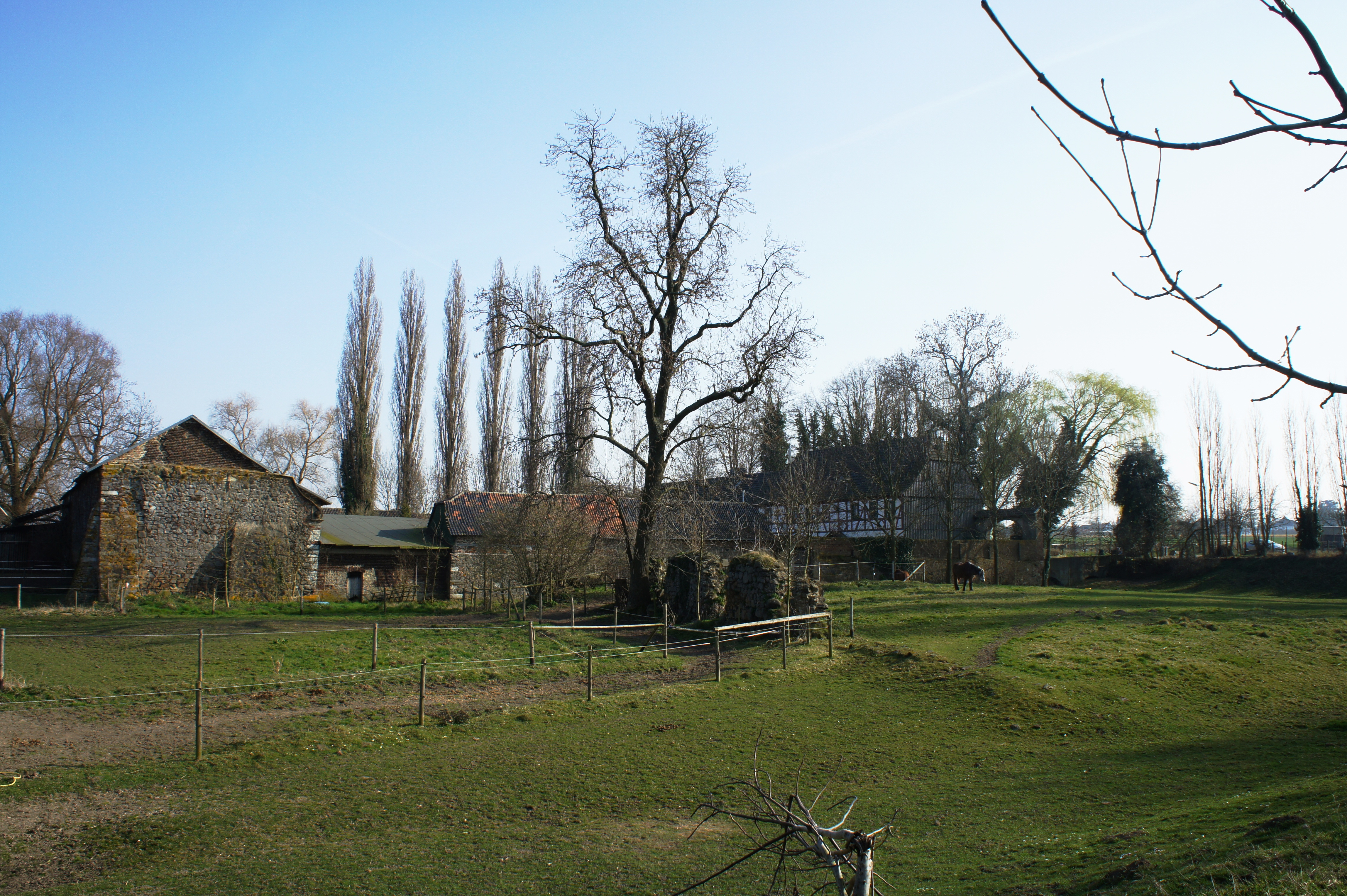
Sommersberger Hof mit Burganlage

Im Gebiet der Gemeinde Wachtberg befinden sich zahlreiche Bau- und Bodendenkmäler. Der Denkmalschutz umfasst auf dem Gemeindegebiet insgesamt 12 Kirchen und Kapellen, 61 Fachwerkhäuser und -höfe sowie 55 historische, meist aus Vulkanstein gefertigte Wege- und Flurkreuze. Darüber hinaus finden sich in Wachtberg zahlreiche weitere Fachwerkgebäude, die jedoch nicht denkmalgeschützt sind.

### Kirchengemeinden

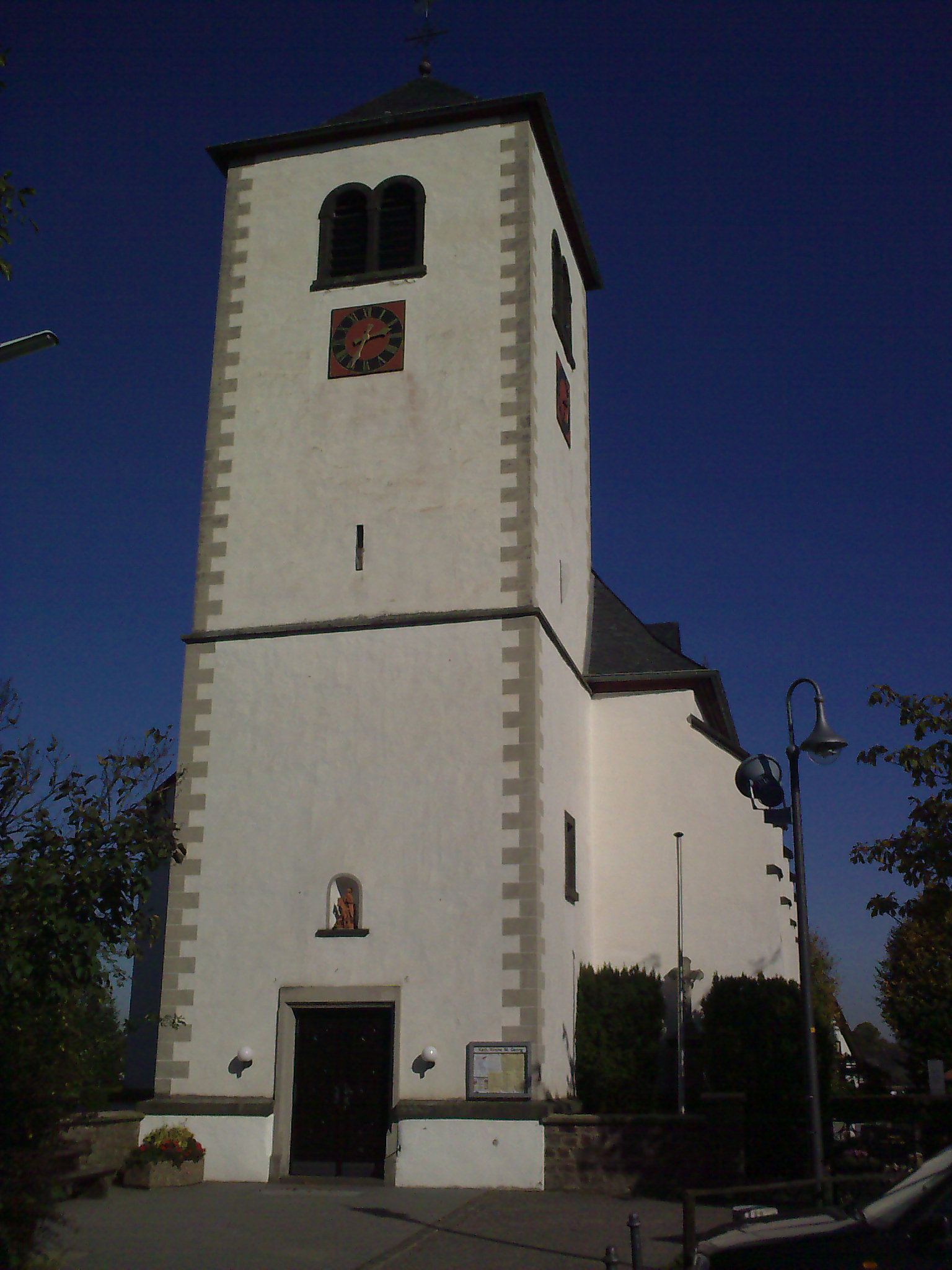
Kirche in Fritzdorf
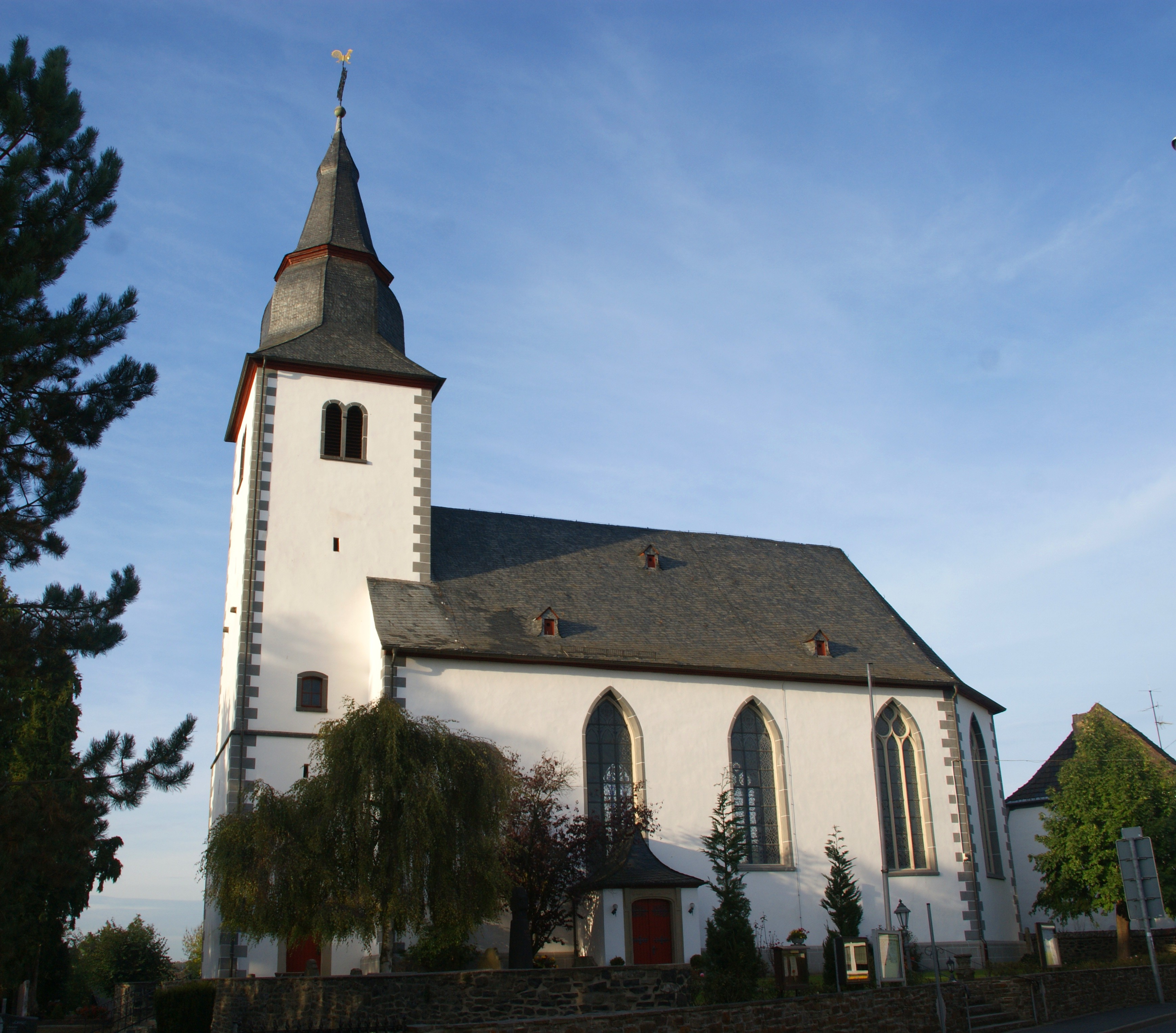
Kirche in Villip
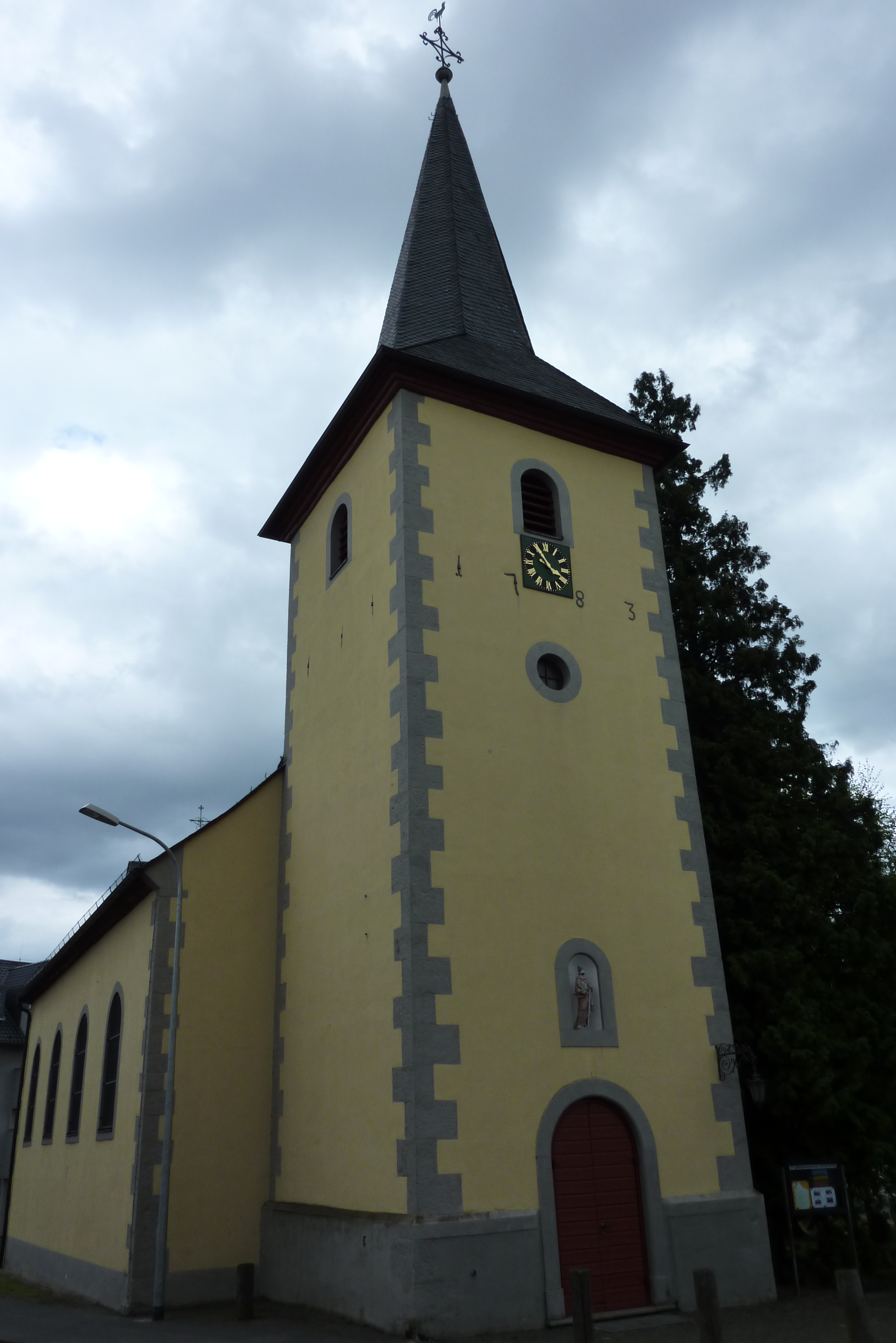
Alte Kirche in Berkum
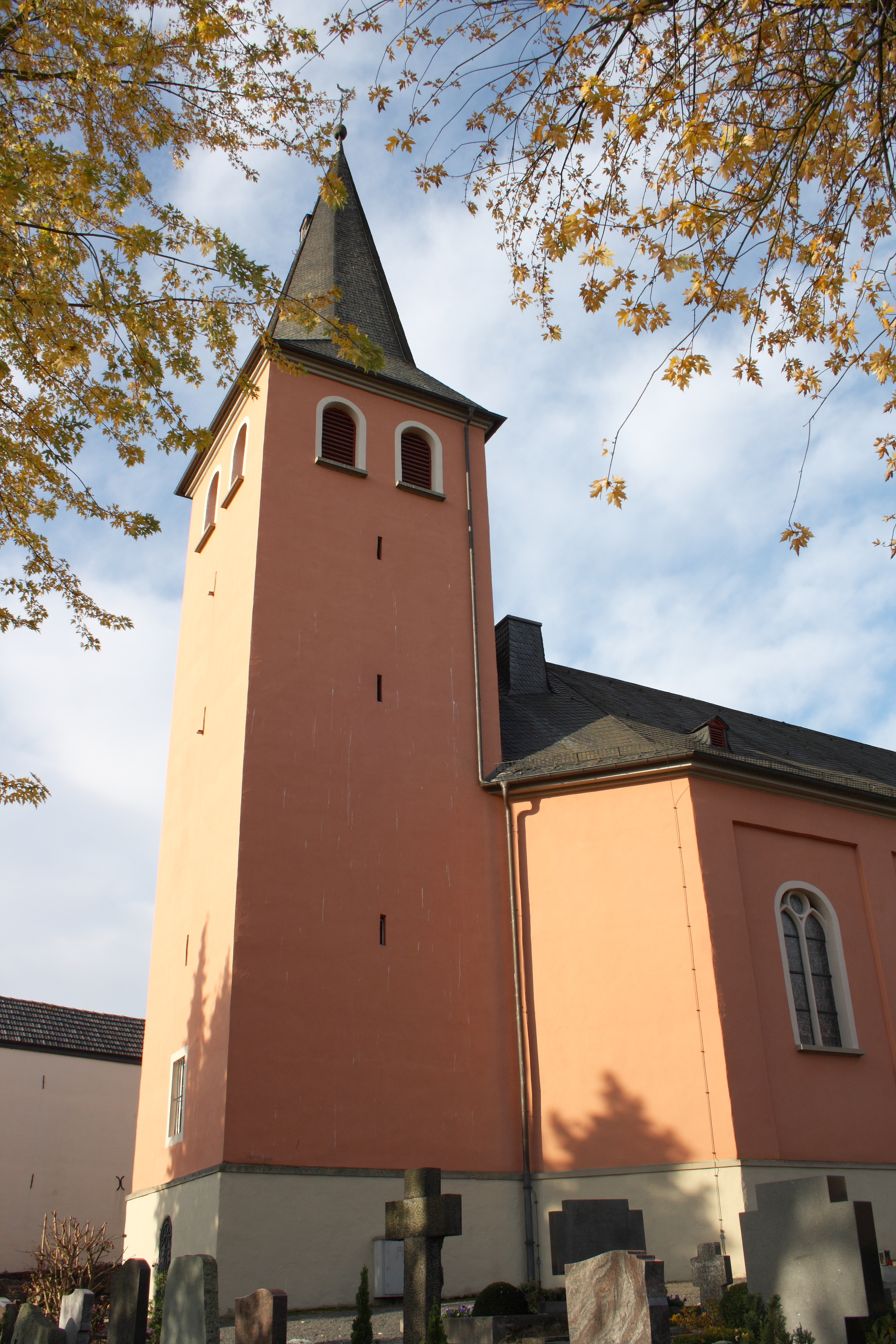
Kirche in Oberbachem
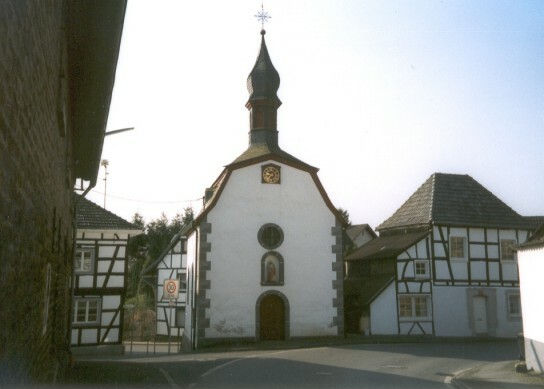
Kapelle in Gimmersdorf
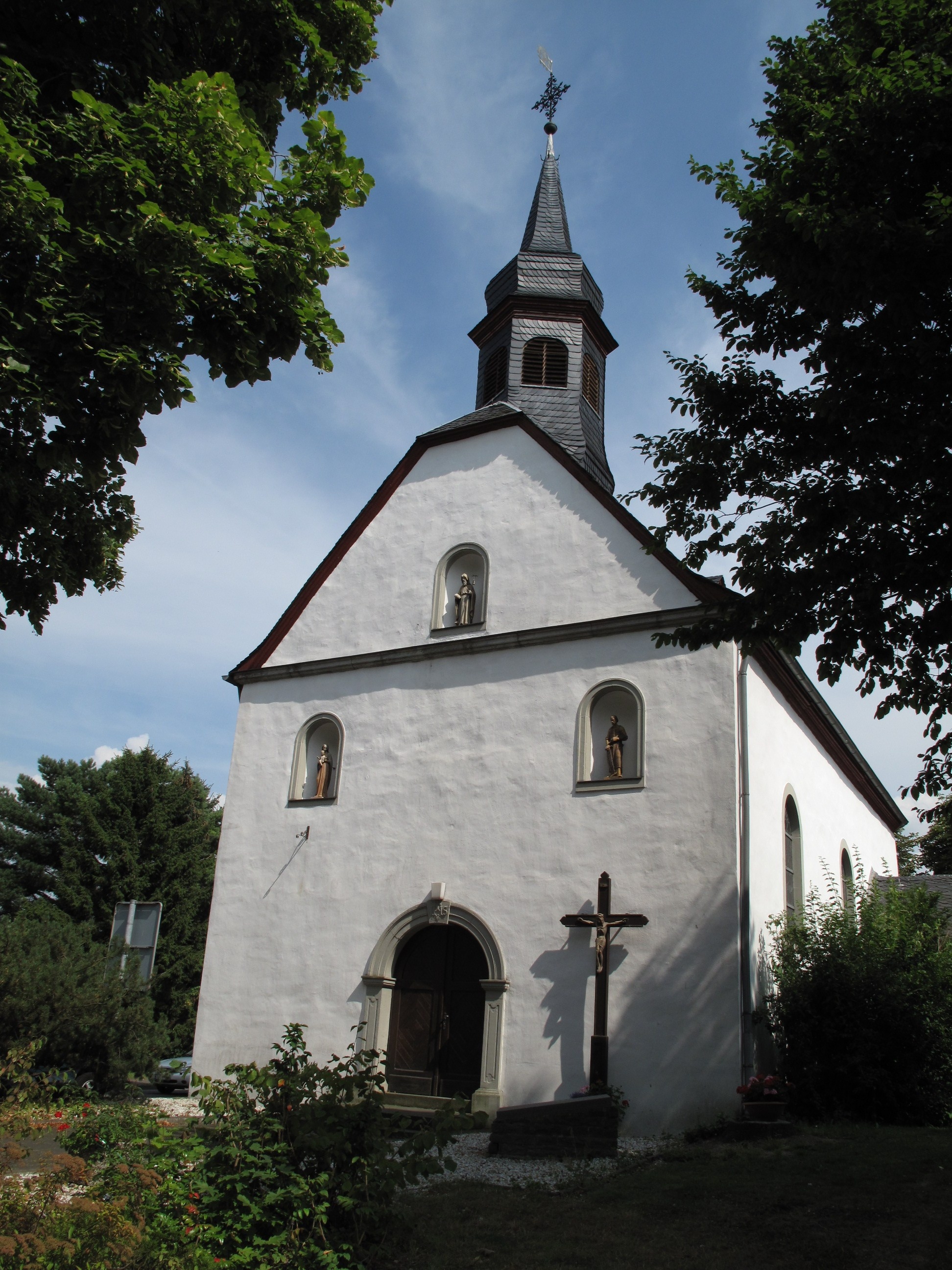
Kapelle in Arzdorf
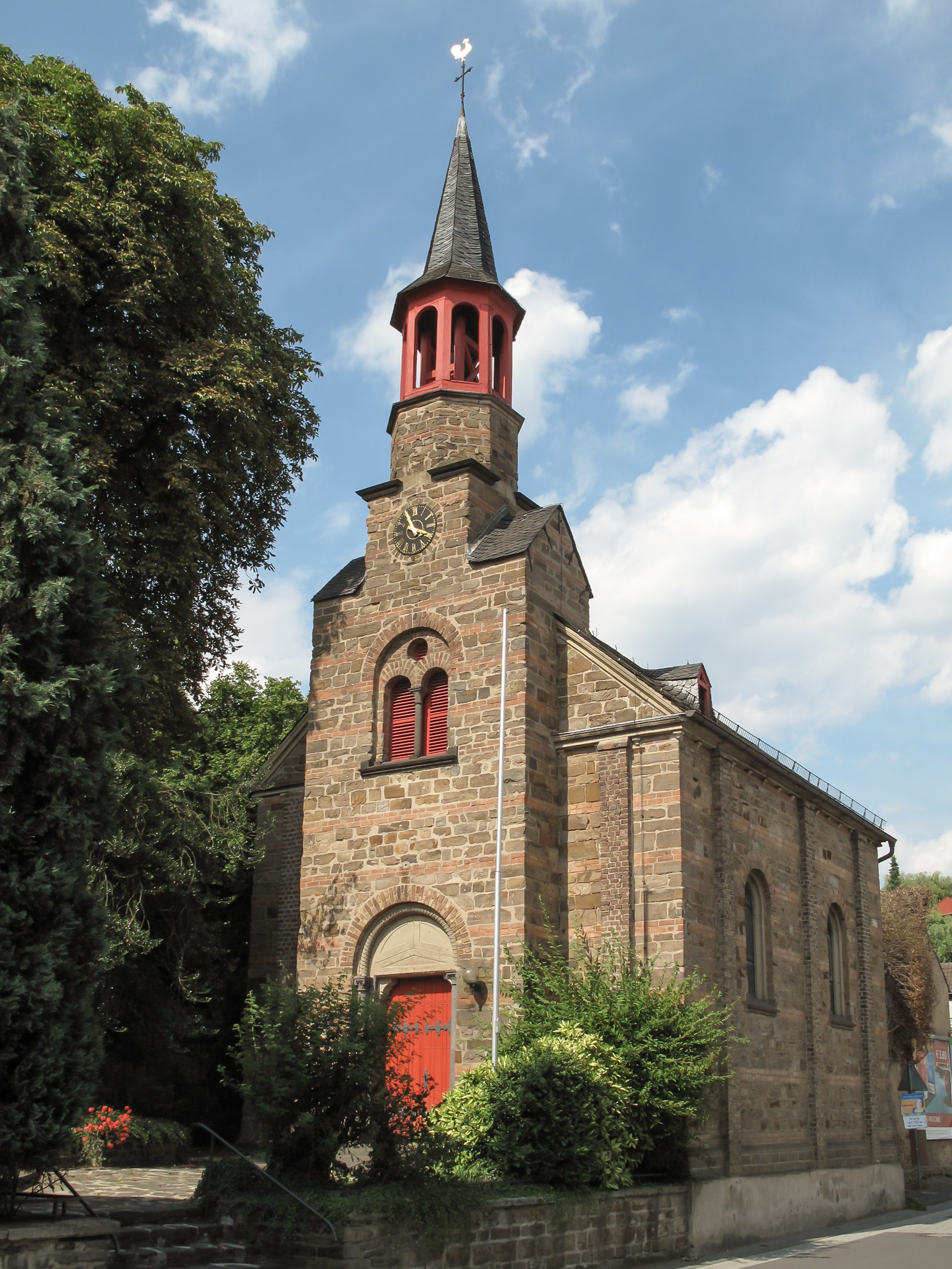
Kapelle in Pech
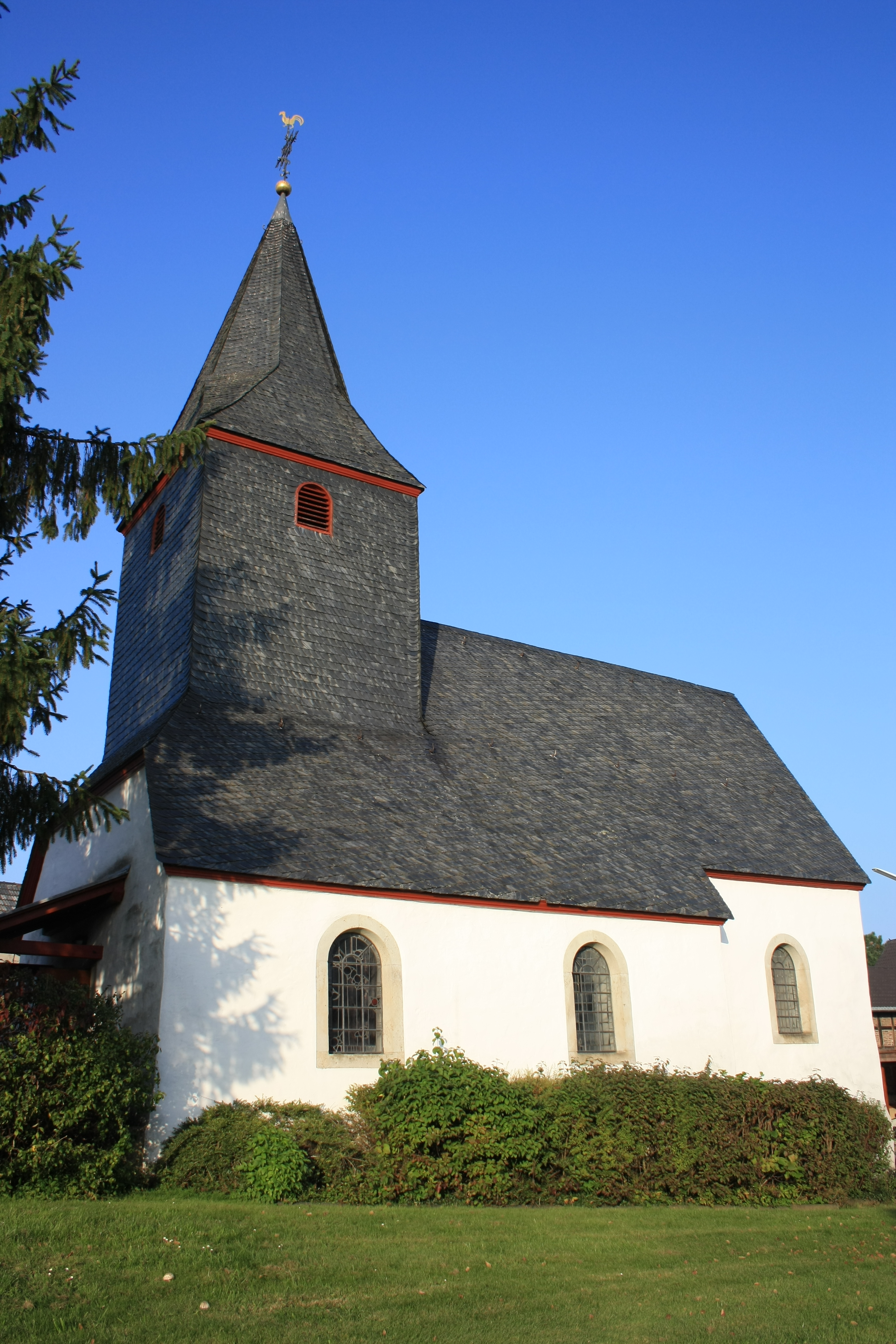
Kapelle in Werthhoven

#### Evangelische Kirchengemeinde Wachtberg
- Alte Kirche St. Gereon in Berkum
- Evangelisches Gemeindehaus in Niederbachem
- Gnadenkirche in Pech

Die Evangelischen in Arzdorf, Fritzdorf und Adendorf gehören traditionell zur evangelischen Kirchengemeinde Meckenheim.

#### Katholische Kirchengemeinde St. Marien, Wachtberg
Die Pfarrei St. Marien Wachtberg entstand am 1. Januar 2010 durch Zusammenschluss der bisherigen sechs Pfarrgemeinden. Sie gehört zum Kreisdekanat Rhein-Sieg-Kreis (Erzbistum Köln). Bis zum 31. Dezember 2016 war sie Pfarrei des Dekanats Meckenheim-Rheinbach.
In der Gemeinde gibt es folgende Gotteshäuser:
Kirchen
- Hl. Drei Könige in Oberbachem
- St. Georg in Fritzdorf
- St. Gereon in Berkum
- St. Gereon in Niederbachem
- St. Margareta in Adendorf
- St. Maria Rosenkranzkönigin in Berkum
- St. Simon und Judas in Villip[20]
- Zu den heiligen Erzengeln in Pech

Kapellen
- Antoniuskapelle in Arzdorf
- Broichhofkapelle (in Niederbachem, am Rand des Rodderbergs)
- Kapelle Limbachstift in Berkum
- Marienkapelle in Klein-Villip
- St.-Jakobus-Kapelle in Werthhoven
- St.-Johannes-Nepomuk-Kapelle (Anton-Raaff-Kapelle) in Holzem (gestiftet von Anton Raaff)
- St.-Josefs-Kapelle in Gimmersdorf
- St.-Marien-Kapelle in Ließem
- St.-Michael-Kapelle in Pech
- St.-Pius-Kapelle in Züllighoven
- Hl.-Scholastika-Kapelle in Kürrighoven

### Theater
- Drehwerk 17/19 in Adendorf
- Kellertheater Chateau Pech
- Laienspielkreis Oberbachem
- Pecher Dorfbühne
- Studiobühne Wachtberg

### Kunst

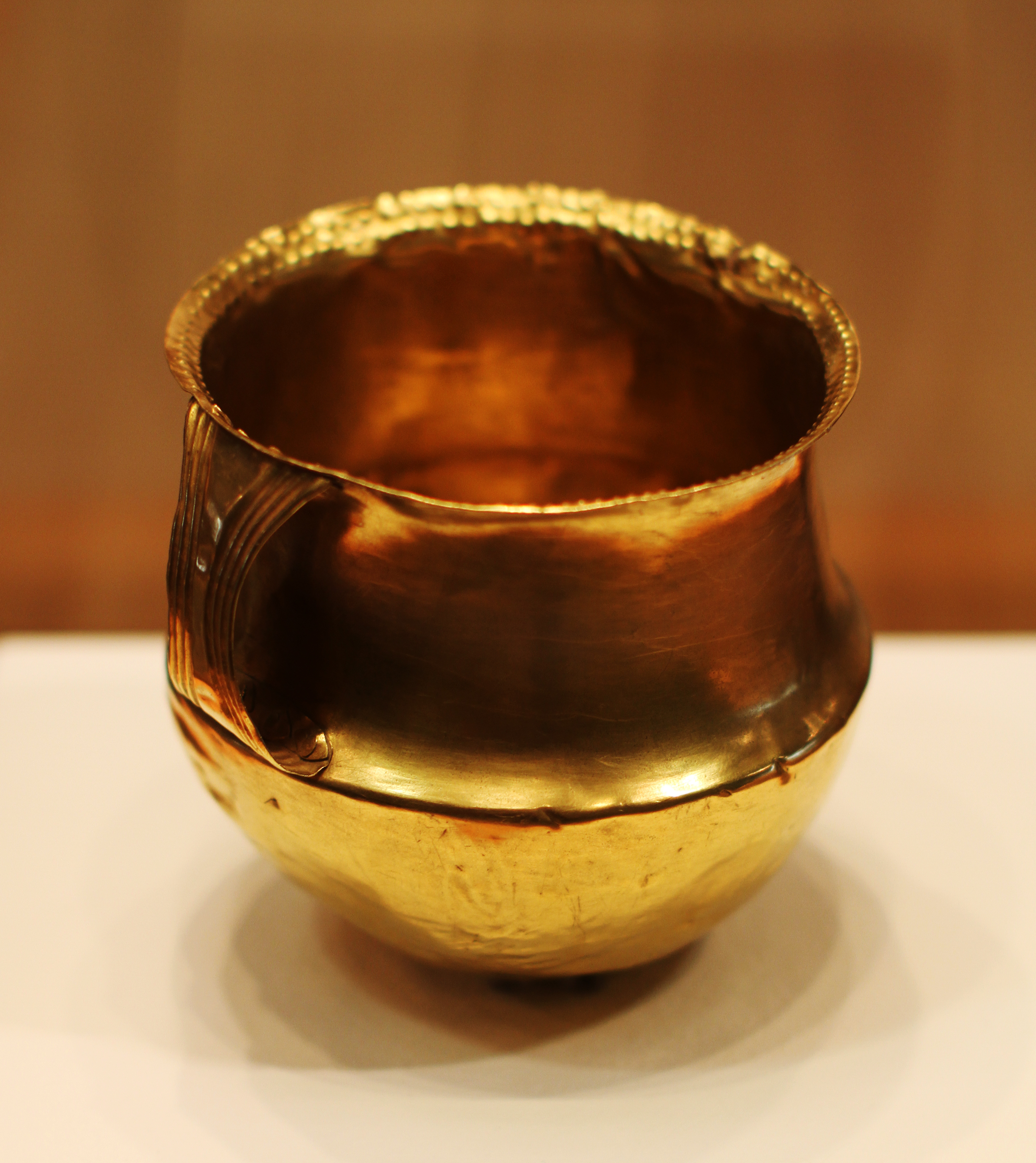
Fritzdorfer Goldbecher

- Atelier Scheler
- Bilderstübchen
- DrehArt Kemp
- Galerie Zauberwald (bis 2015)
- Kunstkreis Wachtberg
- Turm-Galerie-Bonn
- Rudolf Hürth
- Ausstellung Willi Reiche (2019)[21]

### Museen
- Heimatmuseum Villip: Im Museum befindet sich ein Replikat des Fritzdorfer Goldbechers, der aus der Frühbronzezeit (um 1800 v. Chr.) stammt. Das Original liegt im Rheinischen Landesmuseum Bonn.

### Bauwerke

#### Burg Gudenau

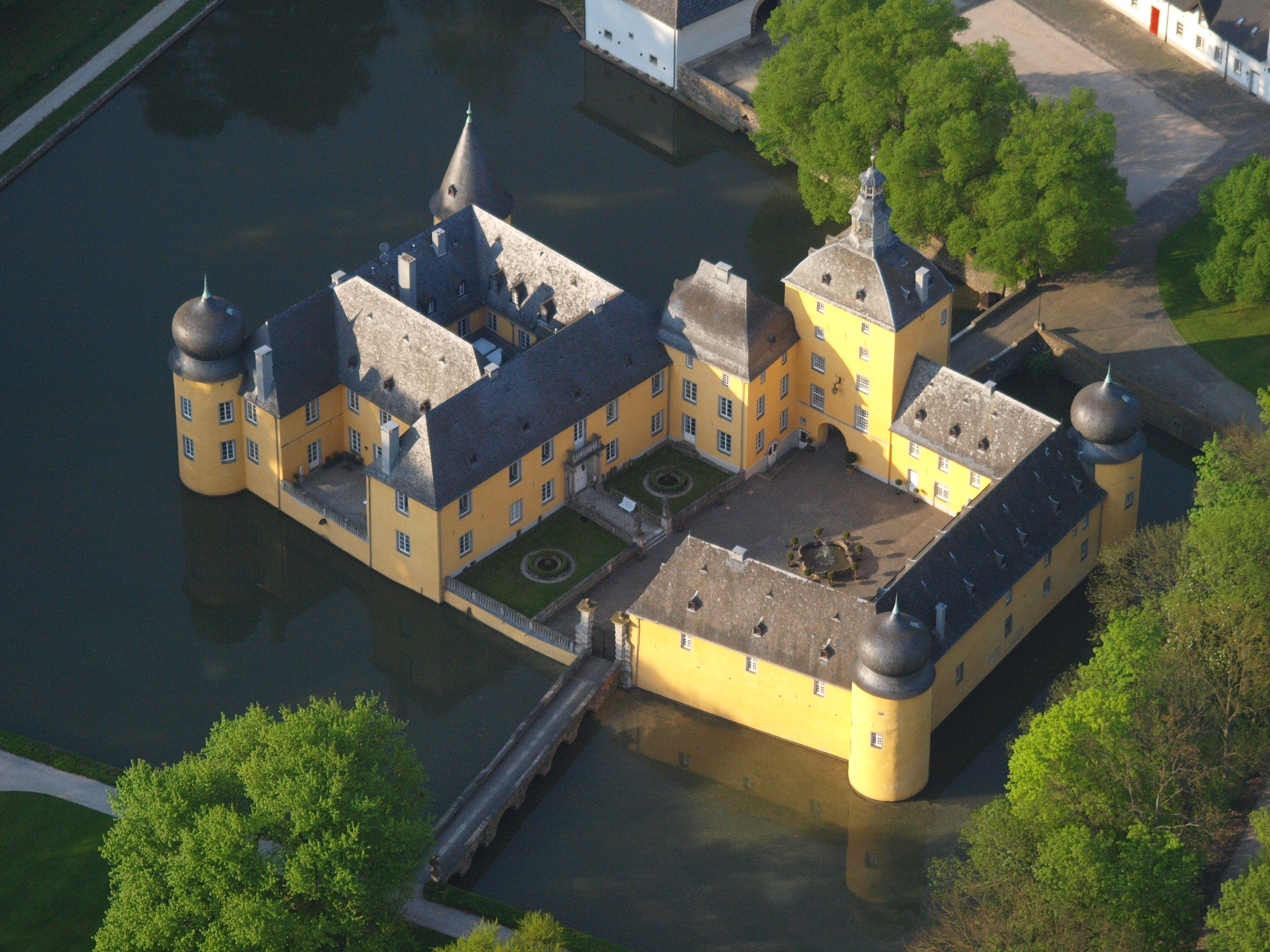
Burg Gudenau von Süden aus gesehen

Die Burg Gudenau ist eine zweiteilige Wasserburg, die im frühen 13. Jahrhundert entstanden ist und ihr heutiges Erscheinungsbild im 17./18. Jahrhundert erhielt. Um 1560 wurde die vierflügelige Hauptburg mit rückwärtigem großem Park ausgebaut, der Zeit entsprechend etwa mit gotischem Erker und geschweiften Hauben. Einer der vier runden Ecktürme hat ein spitzes Schieferdach, die Dächer der übrigen drei Ecktürme sind barock.

#### Burg Odenhausen

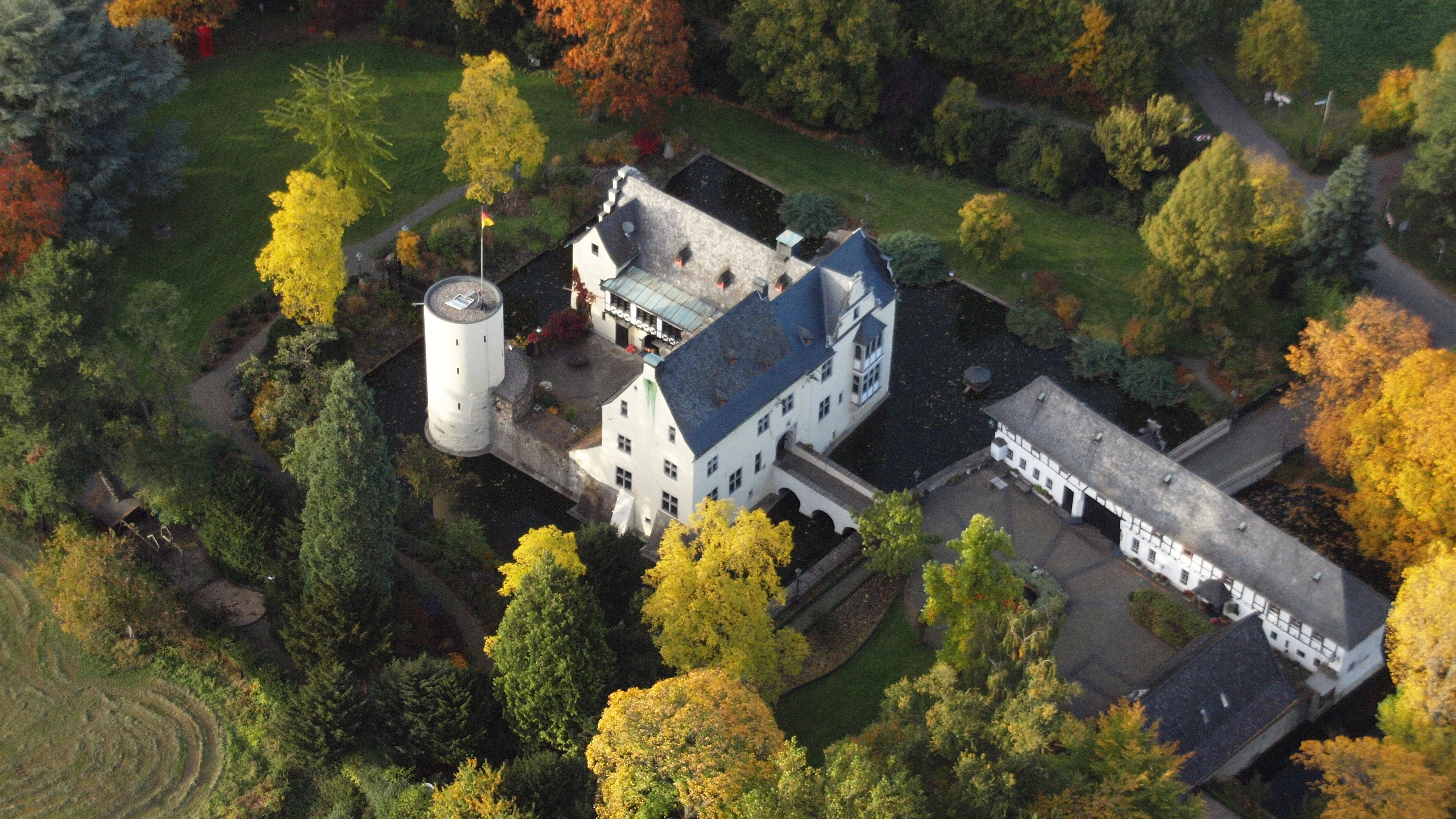
Wachtberg, Burg Odenhausen aus südlicher Richtung

Die Burg Odenhausen befindet sich auf einer Erhebung nahe Berkum. Sie entstand im 11. Jahrhundert zunächst als Turmhügelburg. Im Mittelalter wurde die Befestigungsanlage zu einer Wasserburg mit Vor- und Hauptburg ausgebaut. 1560 erfolgte ein Umbau zu einer Renaissance-Anlage.
Es handelt sich um den seltenen Typ einer Wasserburg in Höhenlage, bei der die Wassergräben von Quellen gespeist wurden. Die Burg wurde erstmals 1316 urkundlich erwähnt. Sie war über Jahrhunderte ein Lehen der Abtei von Siegburg, auf der Ritter saßen.

#### Weitere Bauwerke
Wichtige Bauwerke im Gemeindegebiet stellen dar:
- Bedorfer Mühle bei Villip
- Broichhof auf dem Rodderberg
- Burg Münchhausen bei Adendorf
- Forsthaus Schönwaldhaus bei Villiprott
- Jesuitenhof in Berkum
- Köllenhof in Ließem, heute beliebter Bürgertreff
- Landhaus Kremmel in Villiprott, das ursprünglich im Rahmen der Bundesautobahn 565 als Autobahnraststätte geplant war.[22]
- Schäfereihof in Adendorf, 12. Jahrhundert
- Sommersberger Hof bei Fritzdorf, im 15. Jahrhundert Rittersitz
- Wasserburg Adendorf bei Adendorf
- Windmühle Fritzdorf bei Fritzdorf
- Windmühlenturm in Villip

### Musik

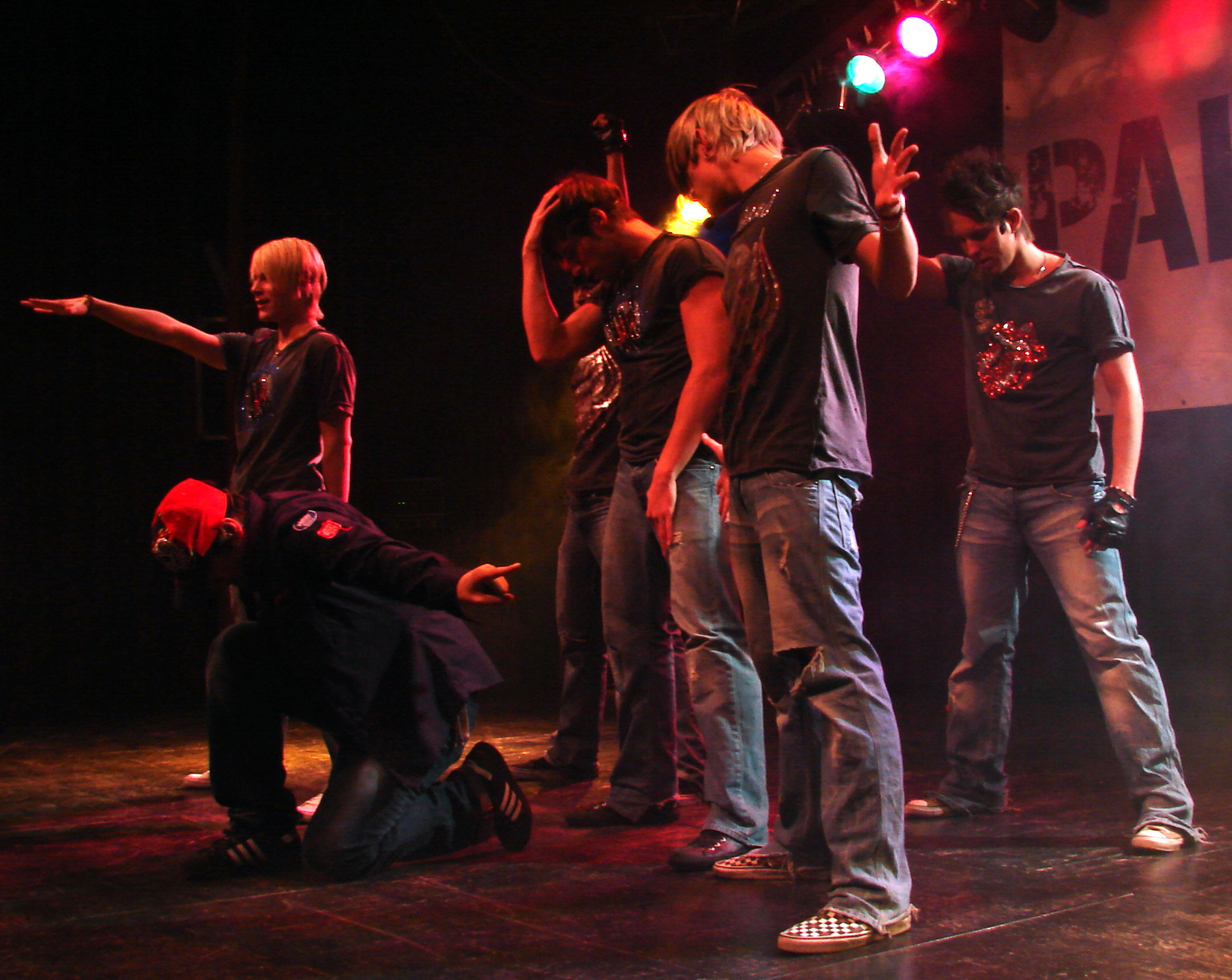
Part Six

Die Boygroup Part Six bewohnte gemeinsam ein Bandhaus in Wachtberg-Villiprott. Die Band hatte zwei Lieder, die es bis in die Top 50 der deutschen Singlecharts schafften.
- Musik- und Kunstschule
- Studiobühne Wachtberg

### Naturdenkmäler und Naturschutzgebiete
- Rodderberg
- Wachtberg-Ehrenmal
- Dächelsberg
- Kaolingrube Oedingen

### Sport

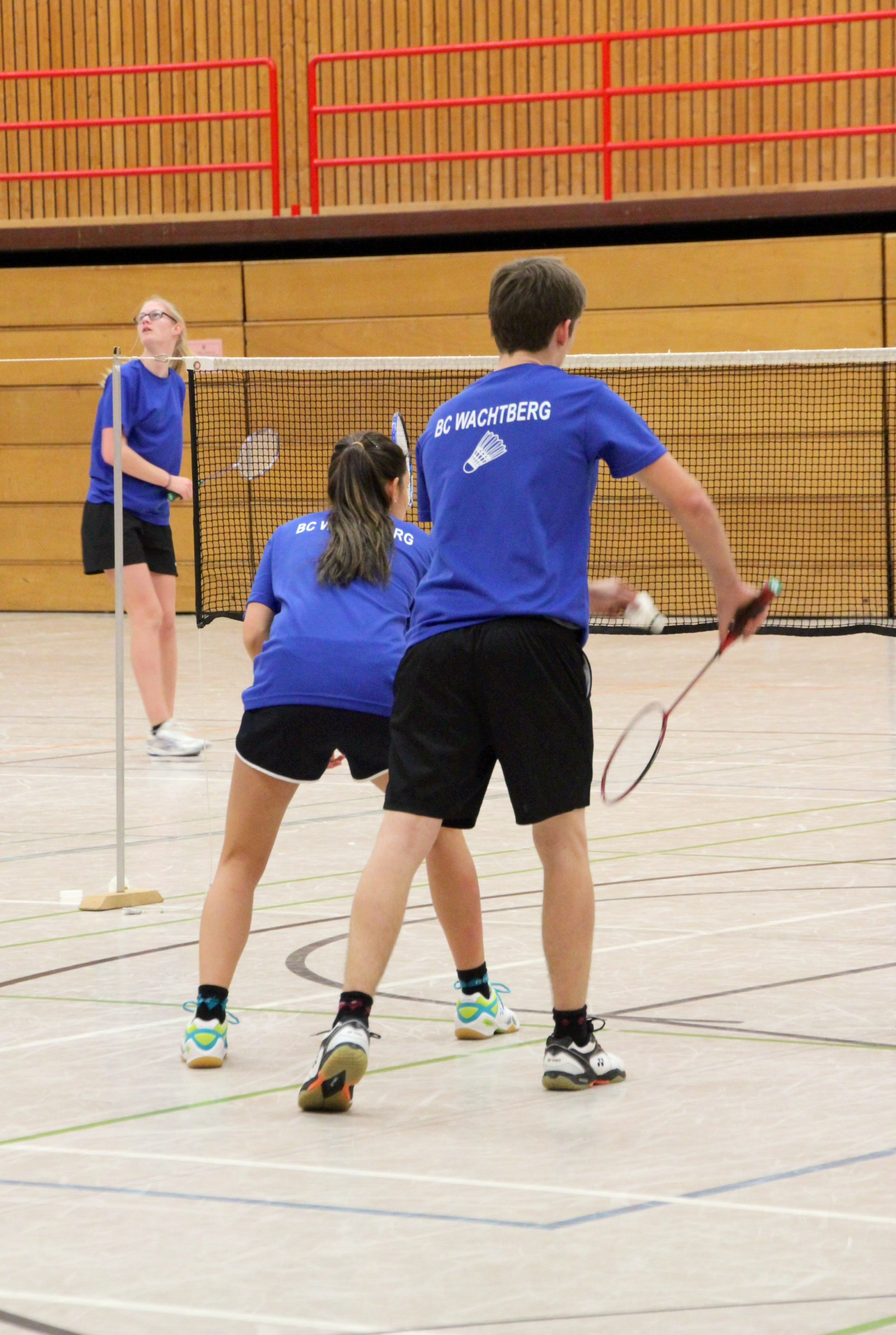
BC Wachtberg

Der bekannteste Sportverein in Wachtberg ist der TTC Fritzdorf. Die Damenabteilung spielt 2014 in der Tischtennis-Regionalliga. Größter Erfolg war die Qualifikation zum Aufstieg in die zweite Bundesliga, der jedoch aus finanziellen Gründen abgelehnt wurde.
Der SV Wachtberg spielte von 2009 bis 2011 in der Fußball-Mittelrheinliga. 2014 spielt der Verein in der Bezirksliga. Der SV Wachtberg hat ebenfalls eine sehr erfolgreiche Volleyballabteilung mit über zehn aktiven (Jugend-)Mannschaften. Die erste Damenmannschaft spielt seit 2019 in der Regionalliga.
In Wachtberg bestehen zahlreiche Reitclubs. So betreibt die Springreiterin Luciana Diniz, zusammen mit Édouard de Rothschild, eine Reitanlage auf dem Dreilindenhof am Rodderberg.
Der Badminton Club Wachtberg wurde 1977 gegründet und nimmt jährlich mit bis zu fünf Mannschaften am Meisterschaftsbetrieb teil.
In Niederbachem betreibt der Golfclub Bonn-Godesberg in Wachtberg e. V. an der Landesgrenze zu Rheinland-Pfalz einen 18-Loch-Golfplatz.

### Wahrzeichen der Gemeinde

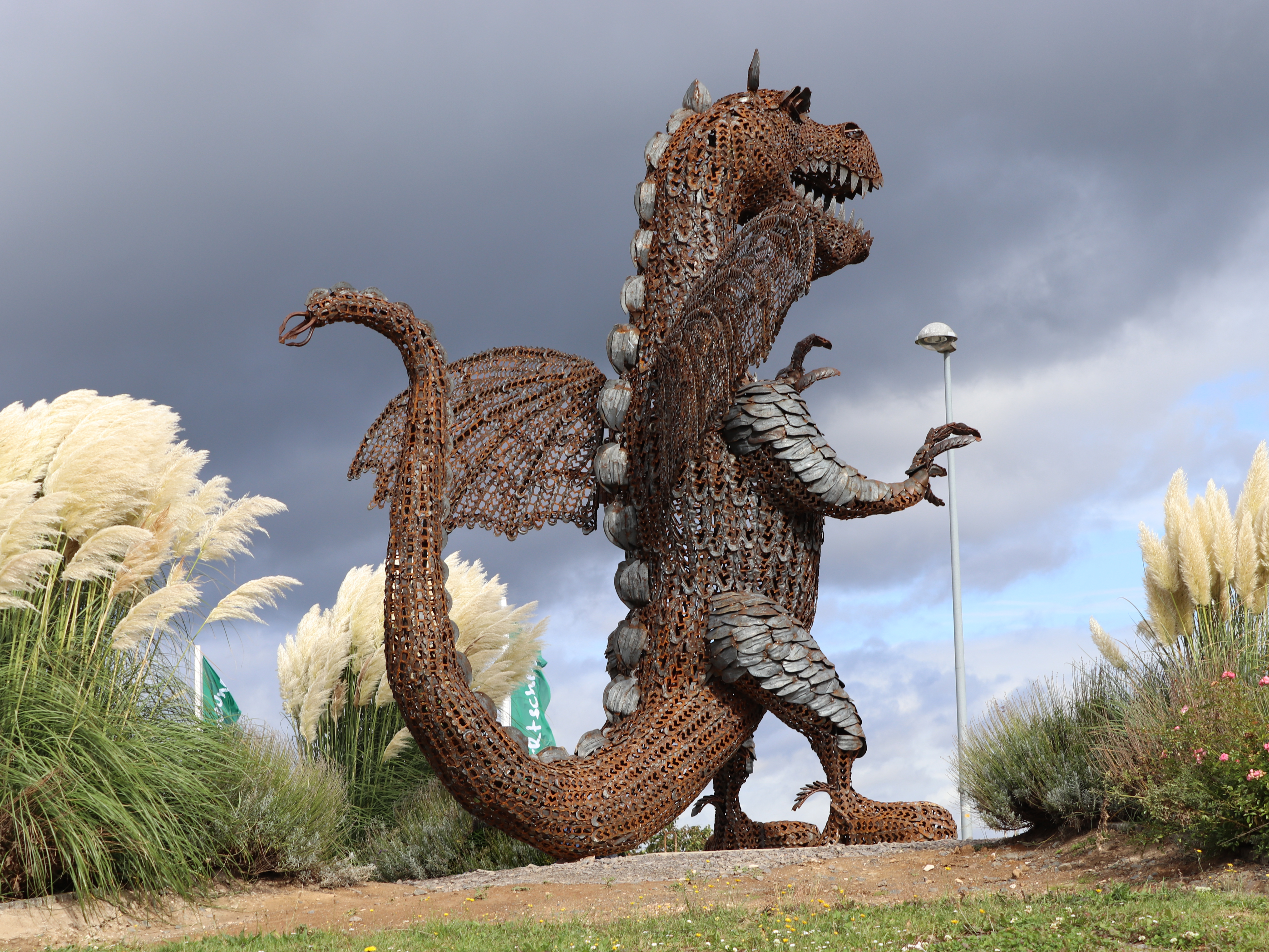
Der Wachtberger Drache am Kreisverkehr Berkum

Seit September 2019 steht am stark frequentierten Kreisverkehr vor dem Einkaufszentrum Berkum eine dreidimensionale eiserne Drachenskulptur. Sie gilt als neues Wahrzeichen der Gemeinde und hat die Funktion, ortsübergreifend die Identifikation mit der Gemeinde Wachtberg und dem Drachenfelser Ländchen zu fördern. Der „Wachtberger Drache“ wurde auf Initiative des Fördervereins für Kunst und Kultur in Wachtberg e. V. (KuKiWa) im Rahmen eines Schulprojektes in Kooperation mit der Hans-Dietrich-Genscher-Schule Berkum erbaut. Anlässlich des 50-jährigen Bestehens der Gemeinde Wachtberg wurde die Skulptur am 26. September 2019 feierlich durch den Förderverein für Kunst und Kultur in Wachtberg e. V. eingeweiht und an die Gemeinde Wachtberg übergeben. Die Betreuung der fachlichen und künstlerischen Gestaltung der Kunst im Kreisverkehr übernahm der Wachtberger Künstler Willi Reiche. In der öffentlichen Sitzung des Wachtberger Gemeinderats am 29. Juni 2021 wurde einstimmig beschlossen, dass der Wachtberger Drache fortan den Namen „Godart von Wachtberg“ tragen soll. Die Benennung beruht darauf, dass um 1167 ein Ritter namens Godart Verwalter der Burg Drachenfels und damit als Stammvater der späteren Burggrafen von Drachenfels zum Namensgeber für das Drachenfelser Ländchen wurde.

## Wirtschaft und Infrastruktur
Wachtberg weist einen überdurchschnittlichen Kaufkraftindex in Höhe von 125 des Bundesdurchschnitts (100) für das Jahr 2019 auf. Mit diesem Wert liegt die Gemeinde Wachtberg an der Spitze aller 19 Kommunen im Rhein-Sieg-Kreis.

### Verkehr
Buslinien verbinden die Wachtberger Ortschaften mit den Bonner Stadtteilen Alt-Godesberg und Mehlem, mit den Städten Meckenheim und Bad Neuenahr-Ahrweiler, mit der Gemeinde Grafschaft und der Stadt Remagen mit deren Stadtteilen Oedingen und Kripp.
Die nächstgelegenen Bahnhöfe sind im Nordosten Bonn-Bad Godesberg, Bonn-Mehlem und Remagen an der Strecke Köln–Bonn–Remagen–Koblenz–Bingen–Mainz (linke Rheinstrecke), im Westen Meckenheim an der Strecke Bonn–Euskirchen–Bad Münstereifel (Voreifelbahn) sowie im Südosten Ahrweiler, Bad Neuenahr und Heimersheim an der Strecke Adenau–Ahrbrück–Altenahr–Bad Neuenahr-Ahrweiler–Remagen–Bonn (Ahrtalbahn).
In Wachtberg gilt im öffentlichen Personennahverkehr (ÖPNV) der Tarif des Verkehrsverbundes Rhein-Sieg (VRS). Tarifübergreifend gilt der Verkehrsverbund Rhein-Mosel (VRM).
Die Gemeinde ist an mehrere Radwanderwege angeschlossen:
- Die 1045 Kilometer lange D-Route 4 (Mittelland-Route) führt von Aachen über Bonn, Siegen, Erfurt, Jena und Chemnitz nach Zittau.
- Die 733 Kilometer lange D-Route 7 (Pilgerroute) führt von Aachen über Köln, Düsseldorf, Duisburg, Münster, Osnabrück, Bremen und Hamburg nach Flensburg.
- Die 524 Kilometer lange Wasserburgen-Route verbindet mehr als 130 Burgen am Rand der Eifel und in der Kölner Bucht.

Am Grenzgebiet zu Rheinland-Pfalz unterhalb der Fritzdorfer Windmühle verläuft die historische Aachen-Frankfurter Heerstraße (AFH).
In der Gemeinde waren am 1. Januar 2018 15.345 Kraftfahrzeuge zugelassen, darunter 12.803 Personenkraftwagen.

### Medien
- Das Amtsblatt der Gemeinde ist der sogenannte Wir Wachtberger, der 14-täglich – jeweils in den ungeraden Wochen – erscheint.
- Die Heimatzeitung Blick Aktuell mit Sitz in Sinzig (Landkreis Ahrweiler) mit einer regionalen Ausgabe für Wachtberg erscheint ebenfalls wöchentlich.
- Der Blickpunkt, die regionale Gemeinschaftszeitung für Meckenheim, Bad Godesberg, Rheinbach, Swisttal, Wachtberg und der Grafschaft, erscheint ebenfalls wöchentlich.

Zudem gibt es in der regionalen Tageszeitung General-Anzeiger einen Lokalteil für Bad Godesberg und Wachtberg. Die regionale Tageszeitung Kölnische Rundschau berichtet in ihrer Lokalausgabe Bonner Rundschau ebenfalls regelmäßig über die Gemeinde Wachtberg.

### Öffentliche Einrichtungen
Wachtberg ist Sitz zweier Institute der Fraunhofer-Gesellschaft, welche im Juni 2009 von der Forschungsgesellschaft für Angewandte Naturwissenschaften e. V. (FGAN) in die Fraunhofer-Gesellschaft eingegliedert wurden. Das zu dieser Anlage gehörende Radom mit einem Durchmesser von 49 Metern ist das weltweit größte Radom und bildet das Wahrzeichen von Wachtberg, welches weithin sichtbar ist.

## Bildung
Folgende Schulen befinden sich in Wachtberg:
- Gemeinschaftsgrundschule Wachtberg (Adendorf)
- Gemeinschaftsgrundschule Wachtberg (Berkum)
- Gemeinschaftsgrundschule „Drachenfelsschule“ Wachtberg (Niederbachem)
- Katholische Grundschule Wachtberg (Pech)
- Katholische Grundschule Wachtberg (Villip)
- Hans-Dietrich-Genscher-Schule – Regionale Schule vor Ort – Profilierte Gemeinschaftshauptschule (vormalige Bezeichnung: Sekundarschule Wachtberg) (Berkum)

## Persönlichkeiten

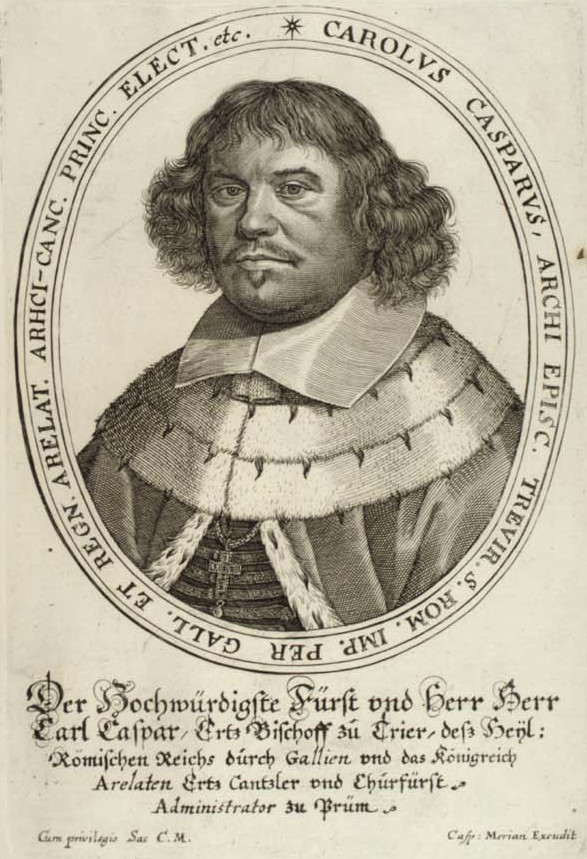
Karl Kaspar von der Leyen

### Söhne und Töchter der Gemeinde
- Karl Kaspar von der Leyen (1618–1676), Erzbischof von Kurtrier
- Paul von Franken (1818–1884), Landschafts- und Genremaler
- Heinrich Welsch (1848–1935), Lehrer in Köln, engagiert für benachteiligte Arbeiterkinder, Vorbild für das Karnevalslied En d’r Kayjass Nummer Null: „Un mir woren beim Lehrer Welsch in de Klass’“
- Maria Schmitz (1886–1996), älteste Frau Deutschlands
- Johann Baptist Welsch (genannt Tilla; 1888–1943), in den 1920er und 1930er Jahren bekannter Kölner Travestiekünstler
- Mark Neven DuMont (1892–1972), Schriftsteller, Journalist und Fotograf

### Ehrenbürger der Gemeinde Wachtberg
- Fred Münch (* 1940, † 2002; ernannt 1999), Gemeindedirektor a. D.[29]
- Hans-Dietrich Genscher (* 1927, † 2016; ernannt 2015), ehemaliger Bundesminister und FDP-Vorsitzender[30]

### Persönlichkeiten mit Bezug zu Wachtberg

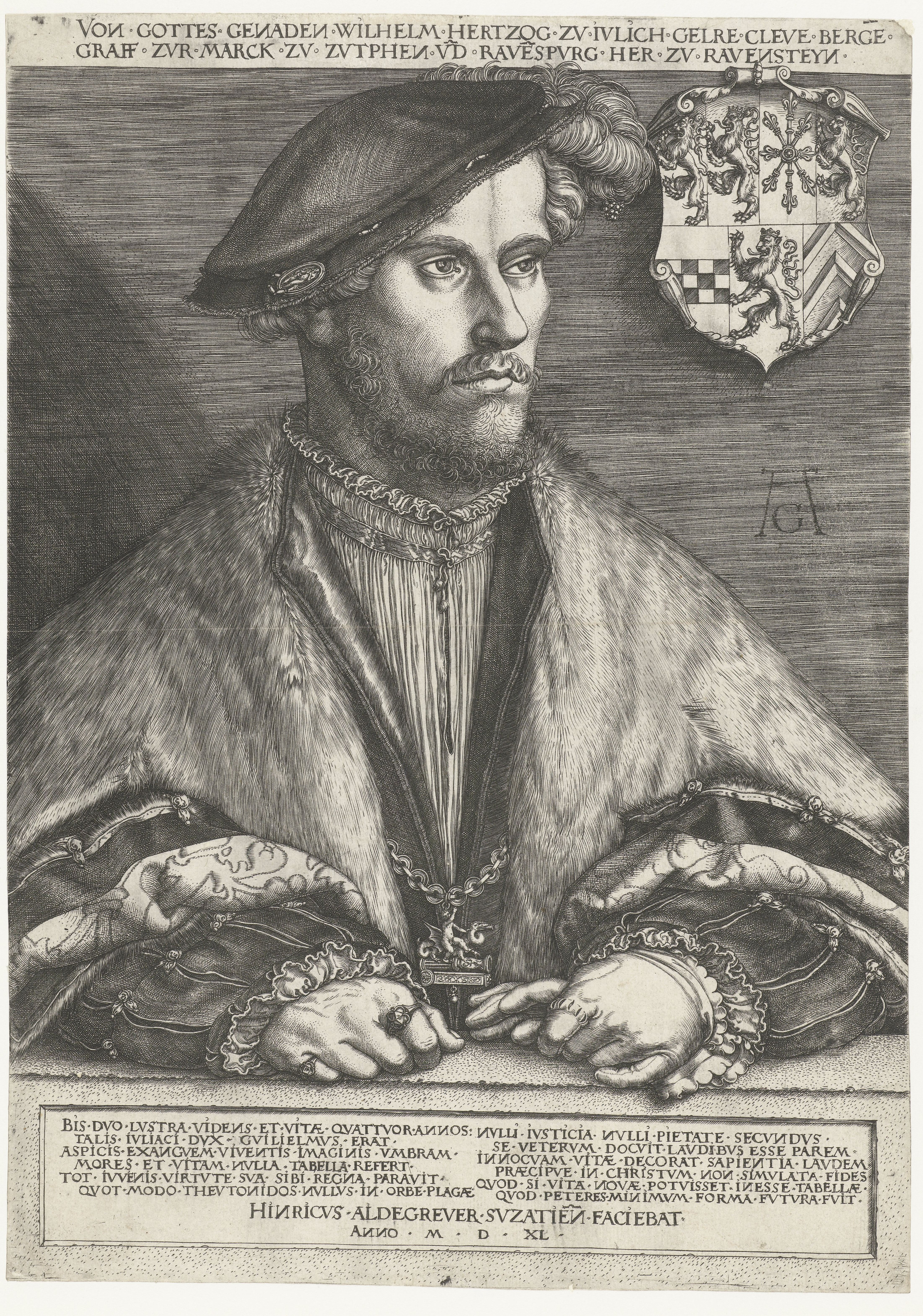
Wilhelm V., Herzog von Jülich-Kleve-Berg (†)
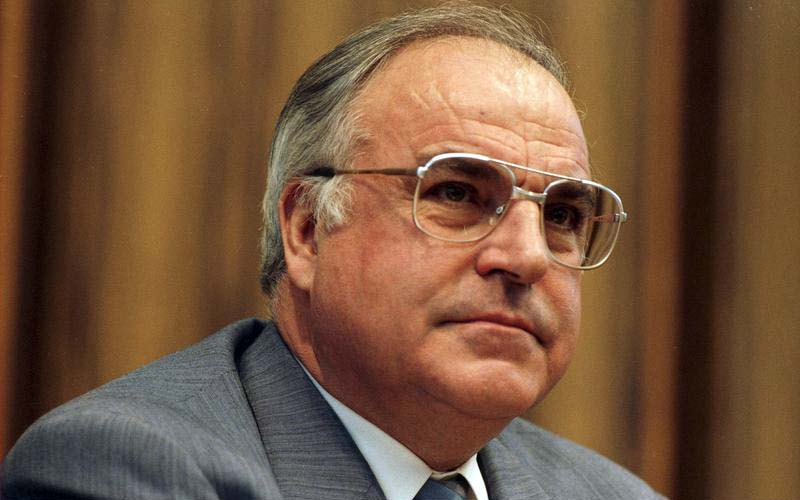
Helmut Kohl, Bundeskanzler, Ministerpräsident (†)
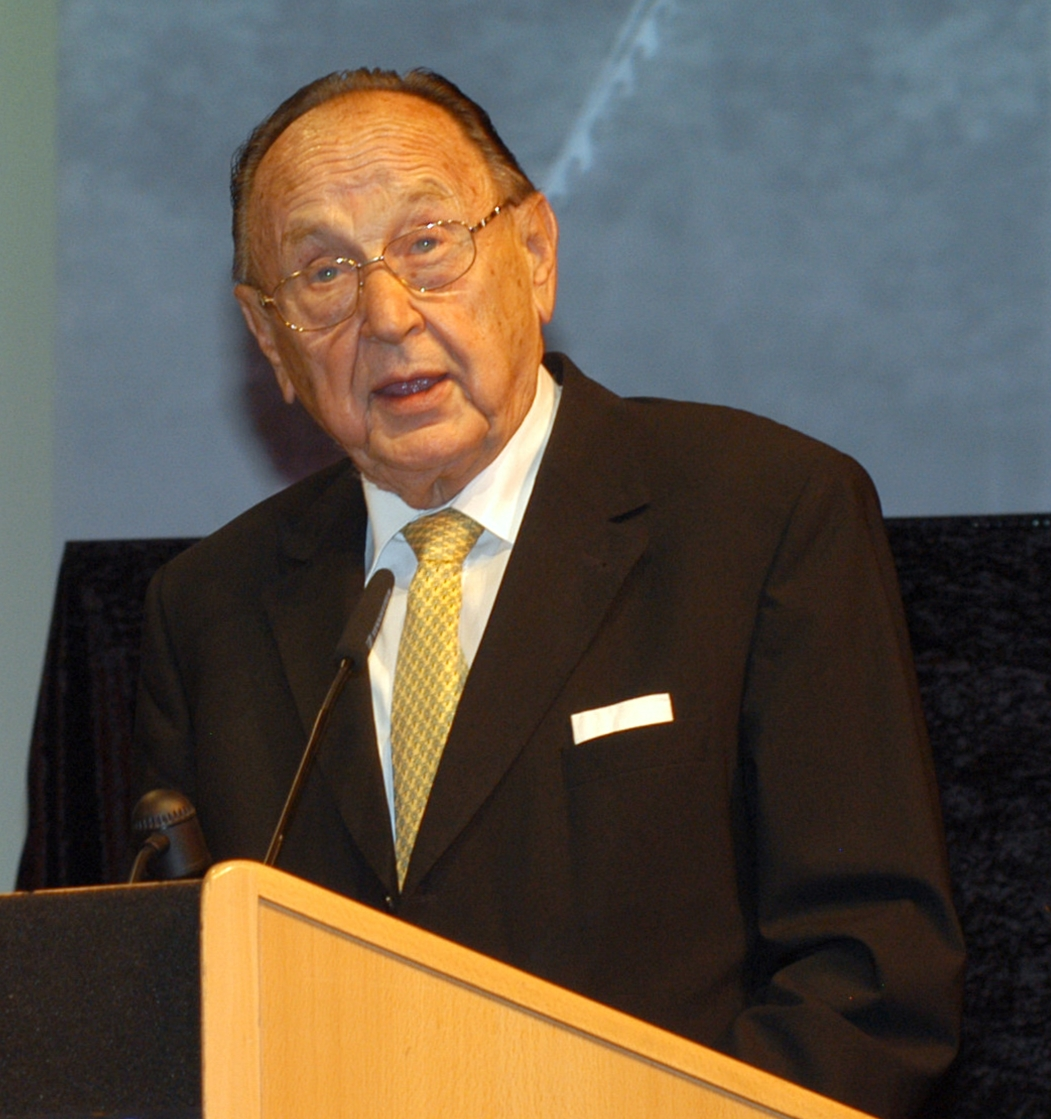
Hans-Dietrich Genscher, Außenminister (†)
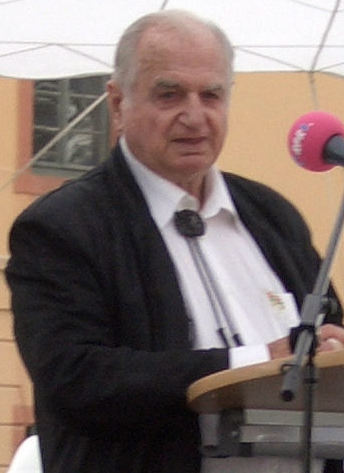
Hans Riegel, Haribo-Gründer (†)
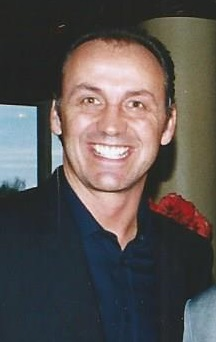
Jürgen Kohler, Fußball-Welt- und Europameister, Deutscher und Italienischer Meister

- Wilhelm V. * 28. Juli 1516, † 5. Januar 1592 in Düsseldorf, Herzog von Jülich-Kleve-Berg, ist mit der Geschichte von Wachtberg verbunden.
- Wilhelm von der Leyen * 1650, † 1722, Besitzer der Burg Adendorf, Sohn von Adolf von der Leyen, lebte in Adendorf.
- Anton Raaff * 6. Mai 1714 in Gelsdorf, † 28. Mai 1797 in München, Tenorsänger, lebte in Holzem.
- Franz Karl Movers * 17. Juli 1806 in Coesfeld (Westfalen), † 28. September 1856 in Breslau, Theologe und Orientalist, Pfarrer in Berkum von 1833 bis 1839
- Johannes Adenauer * 1873, † 1937, Pfarrer, Bruder von Konrad Adenauer, lebte in Fritzdorf.
- Hermann Abs * 15. Oktober 1901 in Bonn, † 5. Februar 1994 in Bad Soden am Taunus, Vorstandsvorsitzender der Deutschen Bank AG, lebte in Berkum.
- Gustav-Adolf Kuntzen, * 23. Dezember 1907 in Berlin, † 15. August 1998 in Wachtberg, war ein deutscher Offizier, zuletzt Generalleutnant der Bundeswehr.
- Eberhard Bethge, * 28. August 1909 in Warchau, Landkreis Jerichow II, Provinz Sachsen, Preußen, † 18. März 2000, evangelischer Pastor und Theologe, lebte in Villiprott.
- Johannes Steinhoff * 15. September 1913 in Bottendorf, Landkreis Querfurt, † 21. Februar 1994 in Pech, Offizier der Deutschen Luftwaffe, Generalleutnant und Inspekteur der Luftwaffe der Bundeswehr, lebte in Pech.
- Josef Rommerskirchen * 16. Februar 1916 in Odenkirchen, † 9. März 2010 in Wachtberg, Mitglied des Bundestages von 1960 bis 1976, lebte in Niederbachem.
- Carl Cüppers * 15. September 1920 in Embken, † 24. September 2008 in Bergisch Gladbach, Schulamtsdirektor im Rheinisch-Bergischen Kreis, lebte in Gimmersdorf.
- Heinrich Karl Erben * 19. Mai 1921 in Prag, † 15. Juli 1997 in Bonn, deutscher Paläontologe, lebte in Adendorf.
- Günter Heinrich Hermann Schmitz * 8. Juni 1921 in Dortmund-Dorstfeld, † 26. Juli 1998 in Bonn, Oberst, Verteidigungsattaché in Indien (und für Nepal und Birma), lebte in Pech.
- Alois Mertes * 29. Oktober 1921 in Gerolstein, † 16. Juni 1985 in Bonn, Staatsminister im Auswärtigen Amt, lebte in Pech.
- Hans Riegel * 1. Januar 1923 in Bonn, † 15. Oktober 2013 in Bonn, Unternehmensinhaber des Süßwarenkonzerns Haribo, lebte in Pech.
- Hans-Dieter Blatzheim * 1937 oder 1938 in Wachtberg, † 14. August 1985 auf dem Nürburgring, Bauunternehmer und Automobilrennfahrer, lebte in Pech.
- Gerd Berendonck * 5. März 1924 in Solingen, † 14. März 2020, war ein deutscher Diplomat und Botschafter in Algerien, Kambodscha und Pakistan, lebte in Villip.
- Werner Schattmann, * 3. April 1924 in Oels, Schlesien, † 31. Oktober 2014 in München, war ein deutscher Jurist und Diplomat und lebte in Niederbachem.
- Wolf J. Bell, * 10. Juni 1924 in Kassel, † 21. Juni 2014, Journalist, lebte in Pech.
- Josef Ertl * 7. März 1925 in Oberschleißheim, † 16. November 2000 in Murnau am Staffelsee, Bundesminister für Ernährung, Landwirtschaft und Forsten, lebte in Pech.
- Heinrich Köppler * 26. November 1925 in Hattenheim, † 20. April 1980 in Düsseldorf, Mitglied des Deutschen Bundestages und des nordrhein-westfälischen Landtages, lebte in Niederbachem.
- Jürgen Diesel, * 4. Januar 1926 in Berlin, † 5. November 1993 in Pech, war ein deutscher Botschafter.
- Günter Kuhfuß * 31. Januar 1926 in Dortmund, † 2. Februar 2001 in Mainz, Kommunalpolitiker, Oberbürgermeister der Stadt Worms, lebte in Berkum.
- Siegfried Mann * 21. September 1926 in Stuttgart, † 27. August 2011 in Wachtberg, Staatssekretär im Bundesministerium der Verteidigung, Hauptgeschäftsführer des Bundesverbandes der Deutschen Industrie (BDI).
- Hubert Roer * 19. November 1926 in Heessen, † 17. November 2002 in Villiprott, deutscher Biologe, Entomologe, Fledermausforscher und Naturschützer, lebte in Villiprott.
- Hans Werner Lautenschlager * 31. Januar 1927 in Tianjin, China, † 29. Juni 2019 in Bonn, deutscher Diplomat, lebte in Pech.
- Hans-Dietrich Genscher * 21. März 1927 in Halle an der Saale, † 31. März 2016 in Pech; Vizekanzler, früherer Bundesaußen- und Innenminister, lebte in Pech.
- Konrad Wünsche * 25. Februar 1928 in Zwickau † 5. April 2012 in Wensin, Kreis Segeberg, Lehrer und Buchautor, lebte in Fritzdorf.
- Richard Ellerkmann * 6. Juni 1928 in Duisburg, ist ehemaliger deutscher Botschafter in Uganda, im Irak und in Kanada, lebt in Ließen und war als Wachtberger Ratsmitglied und Vorsitzender des Schulausschusses tätig und versah zeitweilig das Amt eines Schiedsmannes.
- Helmut Kohl * 3. April 1930 in Ludwigshafen am Rhein, † 16. Juni 2017 in Ludwigshafen am Rhein Bundeskanzler der Bundesrepublik Deutschland, lebte in Pech.
- Jürgen Gehl, * 6. Juli 1930 in Berlin † 25. Januar 2012 in Berkum, war ein deutscher Jurist, Diplomat und Botschafter in Liberia, Mosambik und Bangladesch.
- Richard Giesen * 11. April 1933 in Krefeld, deutscher Diplomat, lebt in Niederbachem.
- Peter Hartmann * 18. August 1935 in Aachen, Staatsminister im Auswärtigen Amt, lebte in Pech.
- Clas Michael Naumann zu Königsbrück * 26. Juni 1939 in Dresden, † 15. Februar 2004 in Pech, deutscher Zoologe, lebte in Pech.
- Helmut Merklein * 1. Juni 1940 in Aub (Unterfranken), † 30. September 1999 in Adendorf, katholischer Theologe, lebte in Adendorf.
- Jörg Weigand * 21. Dezember 1940 in Kelheim/Donau, deutscher Schriftsteller.
- Klaus Miebach * 19. April 1944 in Nürnberg, Richter am Bundesgerichtshof, lebt in Pech.
- Bernd Pfaffenbach * 7. Mai 1946 in Kassel, Staatssekretär im Bundesministerium für Wirtschaft und Technologie, lebte in Pech.
- Gabriele Trull * 1947 in Göttingen, ehemalige Bundesvorsitzende der Arbeitsgemeinschaft Evangelische Krankenhaus-Hilfe, lebt in Wachtberg.
- Renate Offergeld * 25. Dezember 1950 in Bad Münstereifel, ehemalige Bürgermeisterin der Gemeinde Wachtberg, lebt in Villip.
- Herbert Reichelt * 22. Dezember 1951 in Herne † 23. Juli 2019 in Bonn, Autor und Initiator der Wachtberger Kugel, lebte in Wachtberg.
- Ulrike Merten * 13. Dezember 1951 in Bielefeld, Mitglied des Deutschen Bundestages, lebt in Niederbachem.
- Michael Mertes * 26. März 1953 in Bonn, Staatssekretär für Bundes- und Europaangelegenheiten des Landes Nordrhein-Westfalen a. D., lebt in Pech.
- Willi Reiche * 1954 in Fürth, bildender Künstler, lebt und arbeitet in Pech.
- Wilfried Lülsdorf * 1957 in Bonn, Journalist und Autor, lebt und arbeitet in Pech.
- Karsten Matthis * 22. Dezember 1959 in Hannover, Bundesgeschäftsführer der Senioren-Union in der CDU-Bundesgeschäftsstelle, lebt in Niederbachem.
- Gloria Prinzessin von Thurn und Taxis * 23. Februar 1960 in Stuttgart, Unternehmerin, lebte in Adendorf.
- Herbert Müller * 18. Mai 1960 † 2012 in Bonn, Politiker und Unternehmer, Generalsekretär der CDU Hessen, lebte in Villiprott.
- Jörg Schmidt * 26. Juni 1963, Bürgermeister der Gemeinde Wachtberg, lebt in Adendorf.
- Petra Vieten * 8. September 1964 in Duisburg als Petra Langrock, ist eine deutsche Unternehmerin und Moderatorin und lebt auf Burg Odenhausen in Berkum.
- Jürgen Kohler * 6. Oktober 1965 in Lambsheim, Fußballspieler und -trainer, spielberechtigt für den SV Alemannia Adendorf[31]
- Clint Christian Staak * 15. April 1969 in Frankfurt am Main, deutscher Schauspieler, lebt in Pech.
- Ralph T. Niemeyer * 9. Oktober 1969 in Berlin, Autor, lebte in Niederbachem.
- Till Brönner * 6. Mai 1971 in Viersen, Trompeter, Sänger, Jazzmusiker, lebte in Berkum.
- Holger Jung, * 24. Juli 1971, Bürgermeister von Meckenheim, lebt in Niederbachem
- Anny Ogrezeanu, * 24. Februar 2001, Sänger, The Voice of Germany Gewinner 2022, lebt in Villip

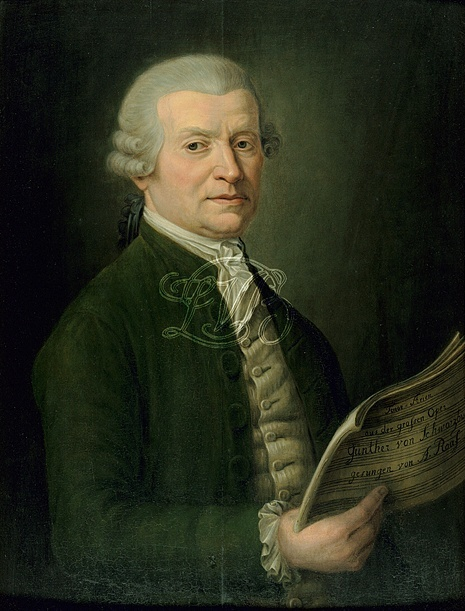
Anton Raaff (†)
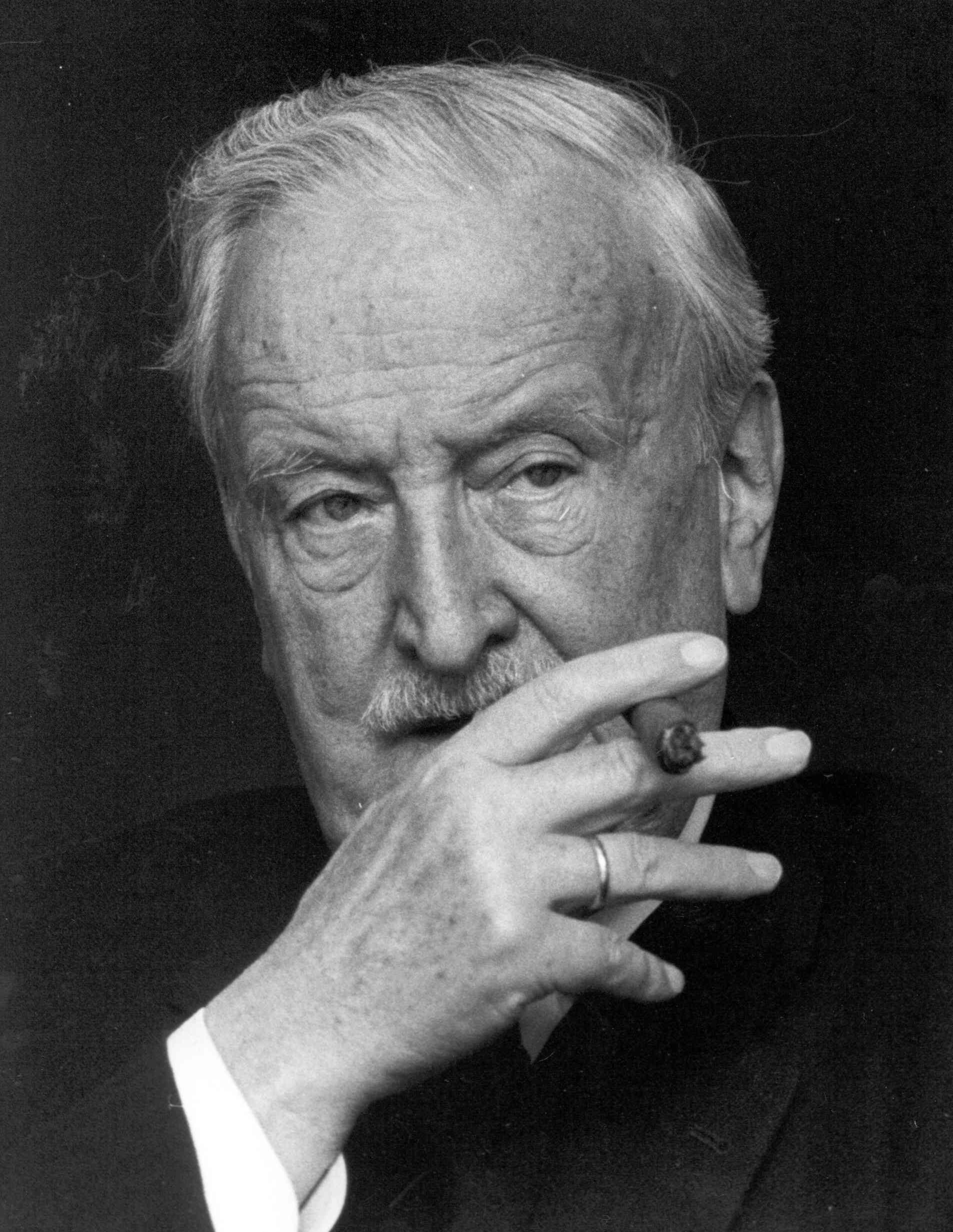
Hermann-Josef Abs (†)
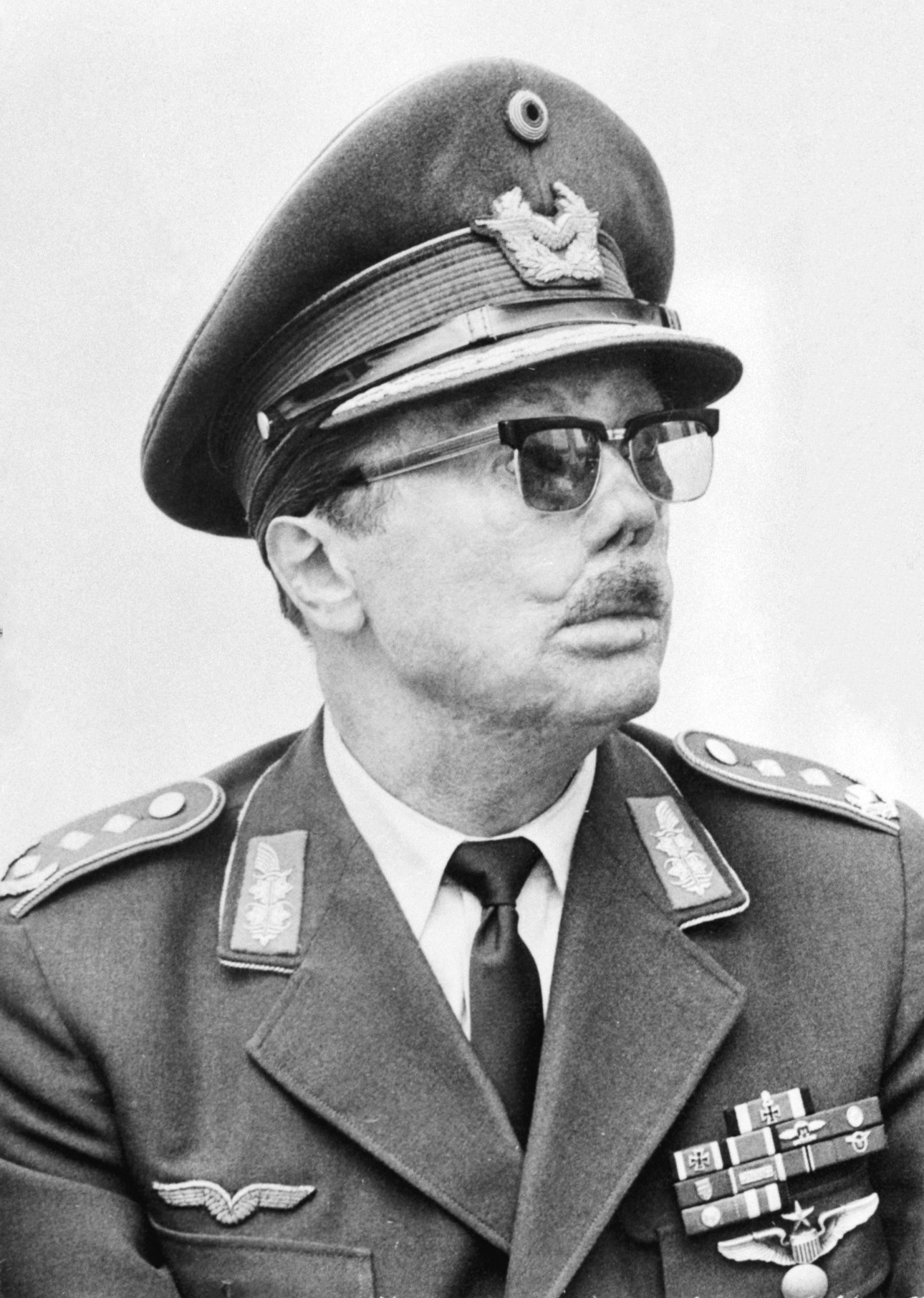
Johannes Steinhoff (†)
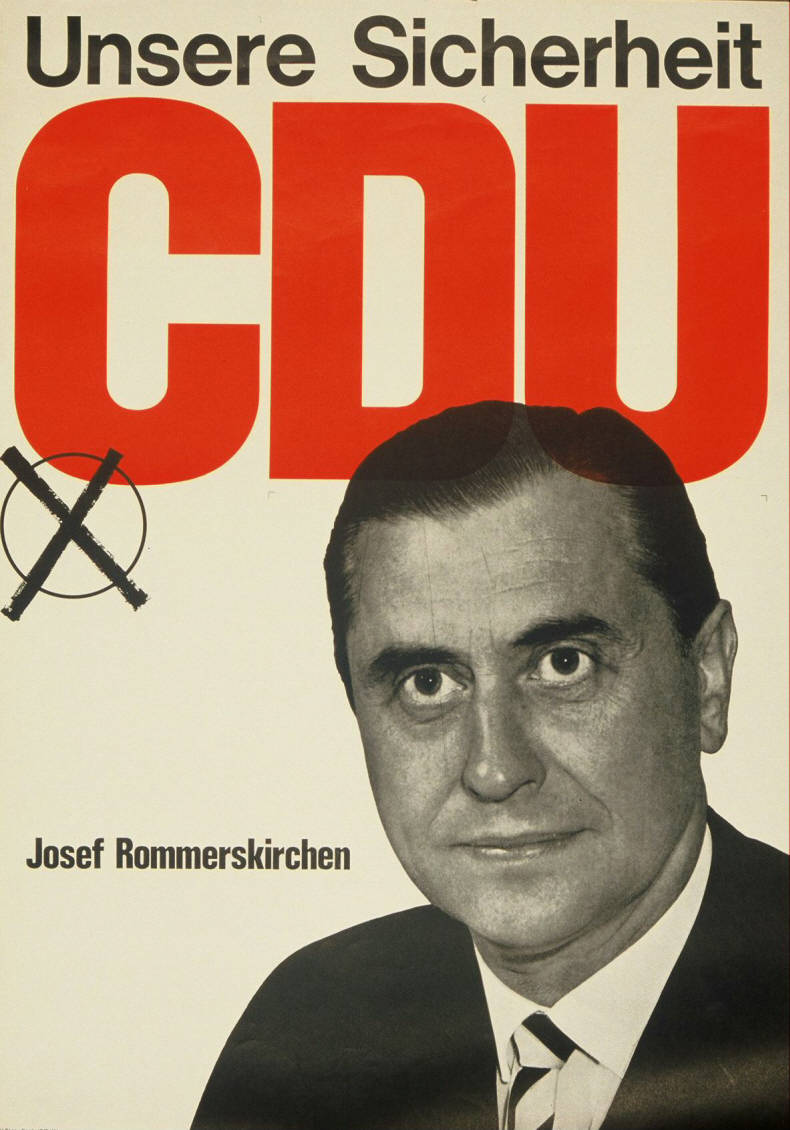
Josef Rommerskirchen (†)
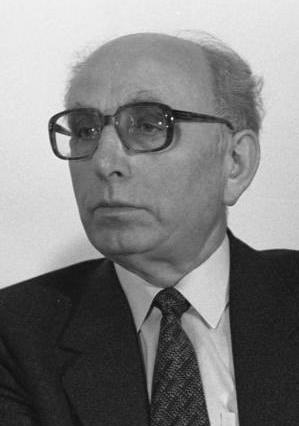
Alois Mertes (†)
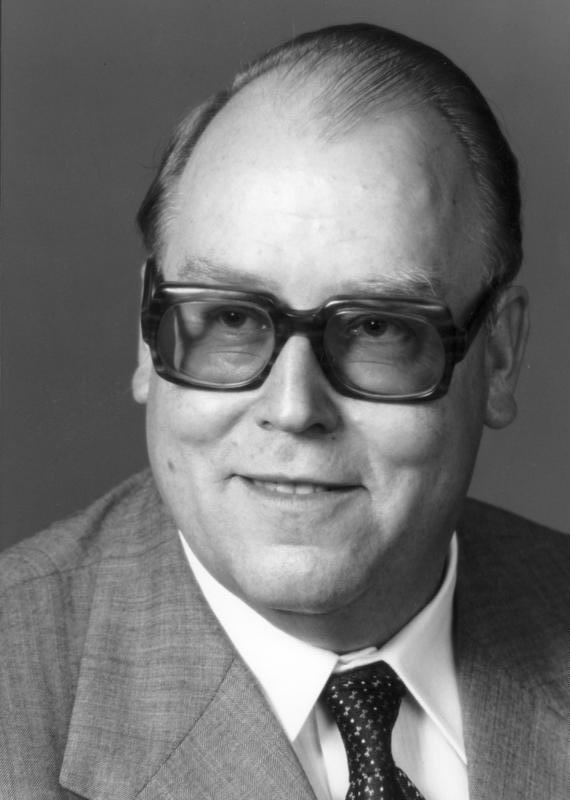
Josef Ertl (†)
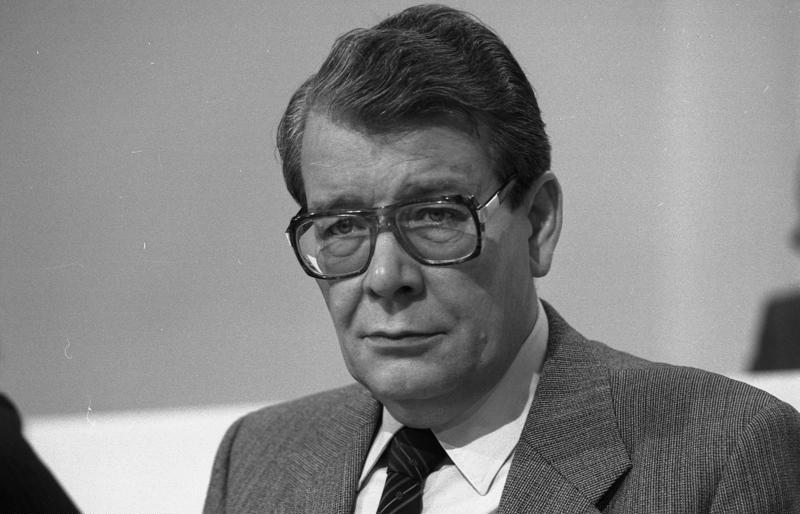
Heinrich Köppler (†)
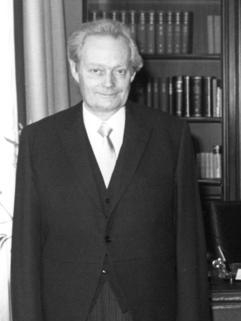
Hans-Werner Lautenschlager (†)
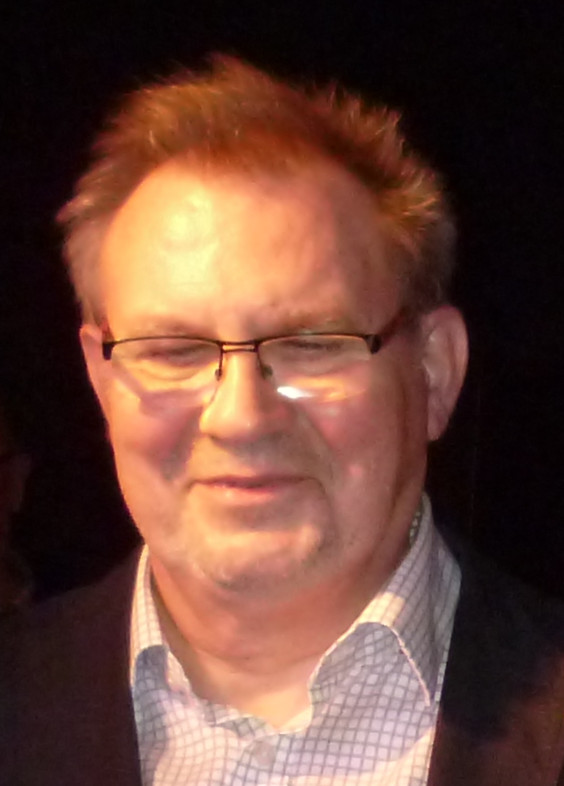
Herbert Reichelt (†)
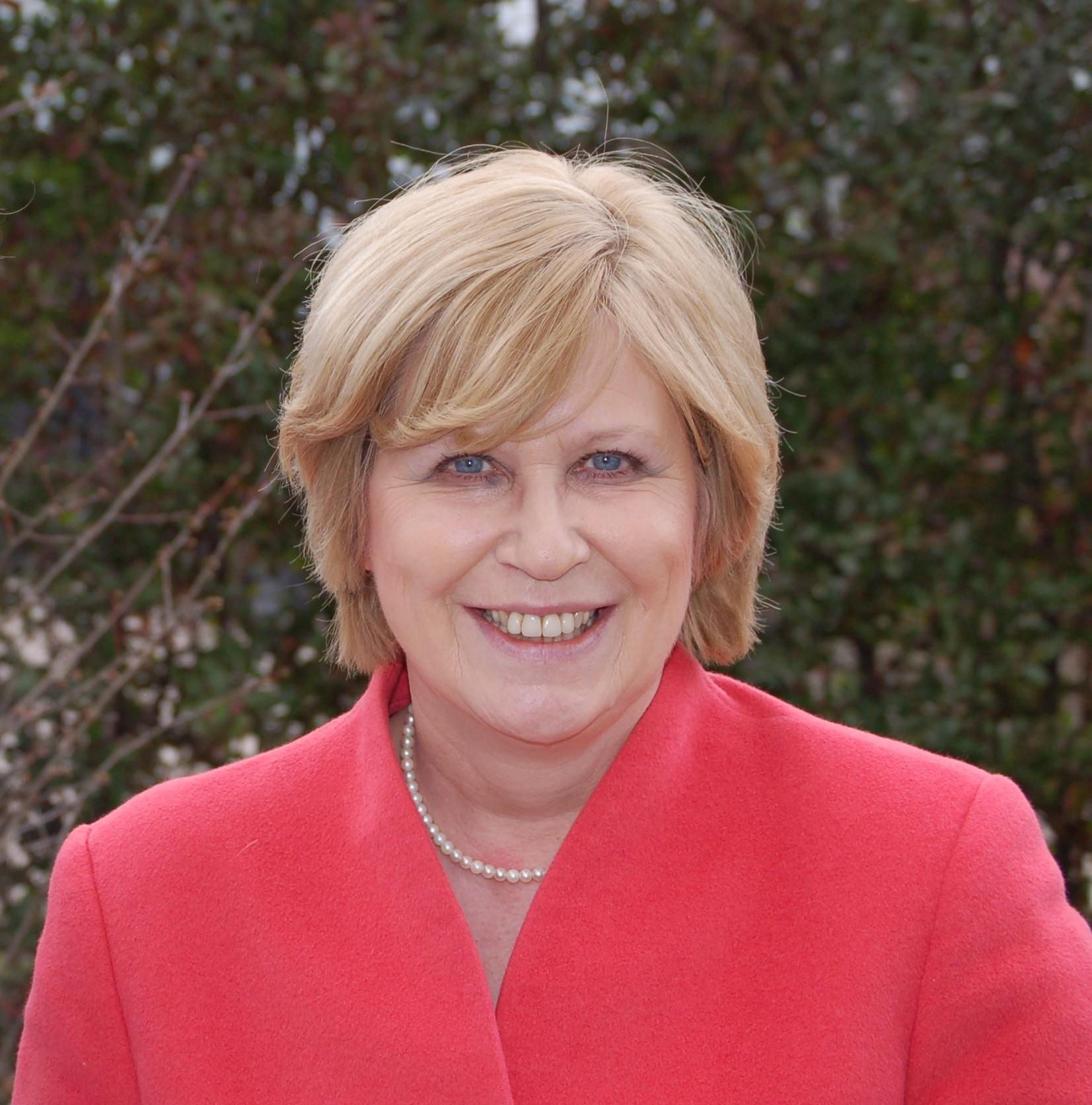
Ulrike Merten
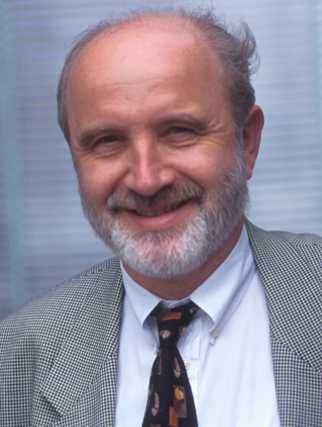
Michael Mertes
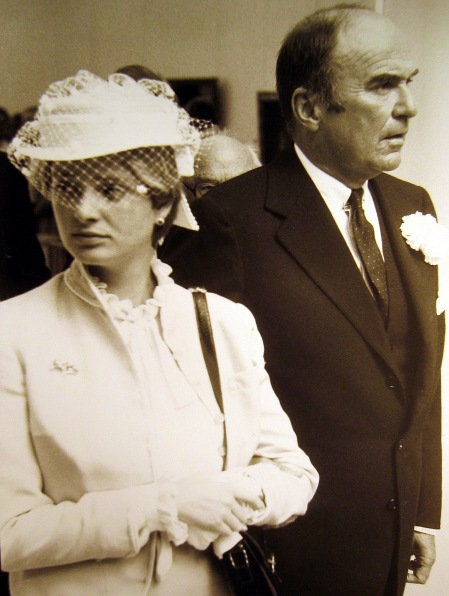
Gloria von Thurn und Taxis
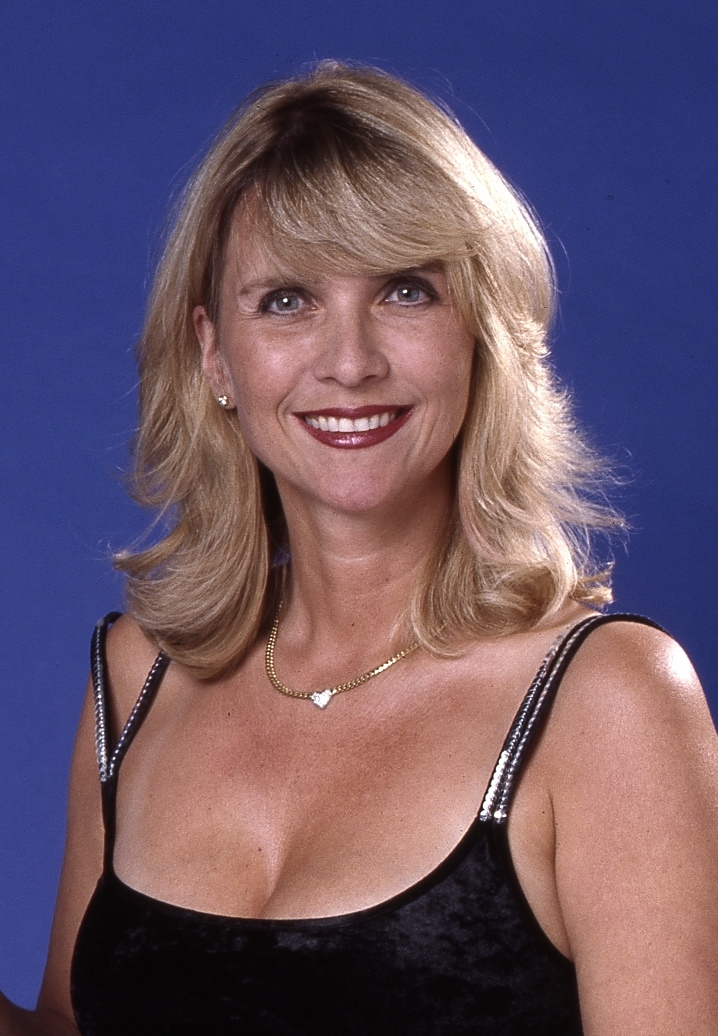
Petra Vieten
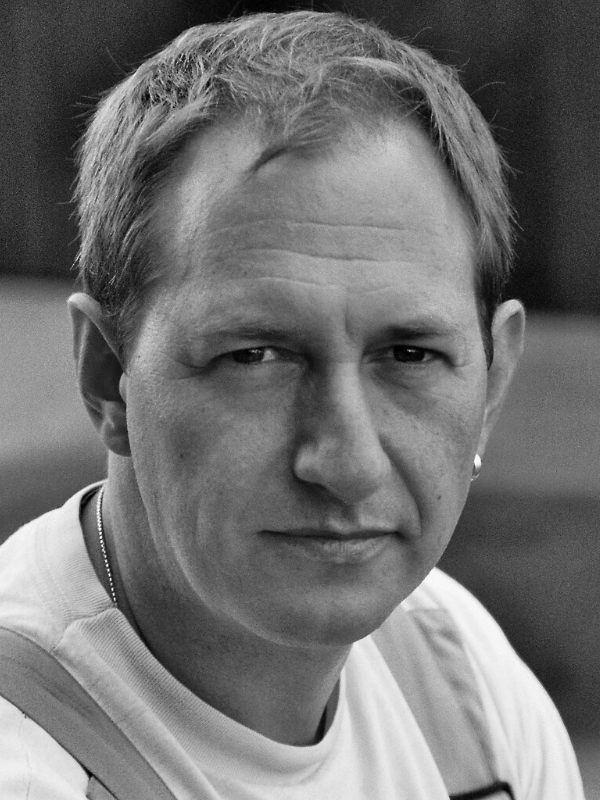
Clint Christian Staak
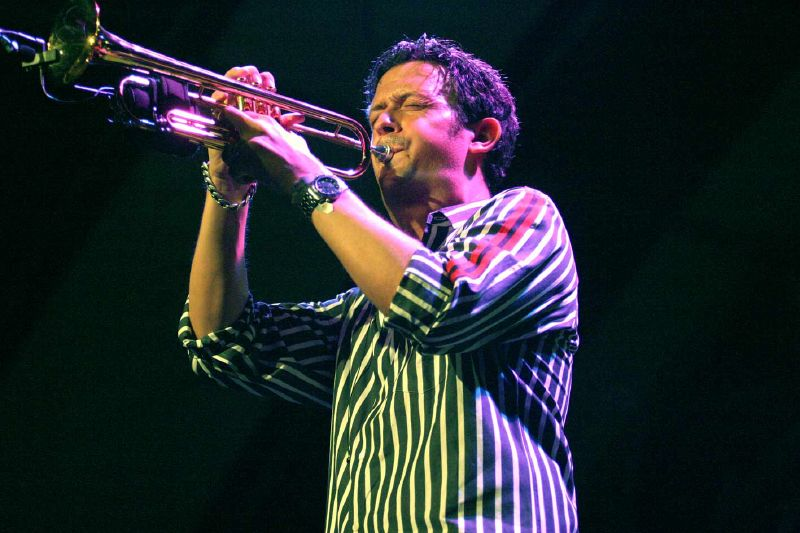
Till Brönner